# シドニー
シドニー（Sydney, 英語発音: /ˈsɪdni/漢字表記「悉尼」「雪梨」）は、オーストラリア南東部、タスマン海に面するニューサウスウェールズ州の州都。メルボルンと共にオーストラリアを代表する世界都市及び金融センターである。

## 概要
オーストラリア最大の人口を持ち、同国の経済の中心地。アメリカの不動産会社JLLが2017年に発表した世界都市ランキングにおいて世界16位の都市と評価され、国内で首位であった。また、A.T. カーニーが2022年に発表した総合的な世界都市ランキングでは世界17位で、国内ではメルボルンに次いだ。
オセアニアを代表する国際的な観光都市でもあり、海に臨むオペラハウスなどが著名で世界で最も美しいといわれる都市のひとつである。四季もあり一年を通じて比較的温暖な気候で過ごしやすい。世界で最も移住に適した都市としても同国のメルボルンと共にマーサーやエコノミストなどで挙げられる。
300km南西に特別区である首都キャンベラが所在するが、経済や文化の規模ではシドニーの方が活発であり、世界各国からの玄関口としてのシドニー国際空港もある。それもあってか、シドニーがオーストラリアの首都であると誤解する者も少なくない。2000年には夏季オリンピック・パラリンピックであるシドニーオリンピック・パラリンピックが開催された。

## 地理

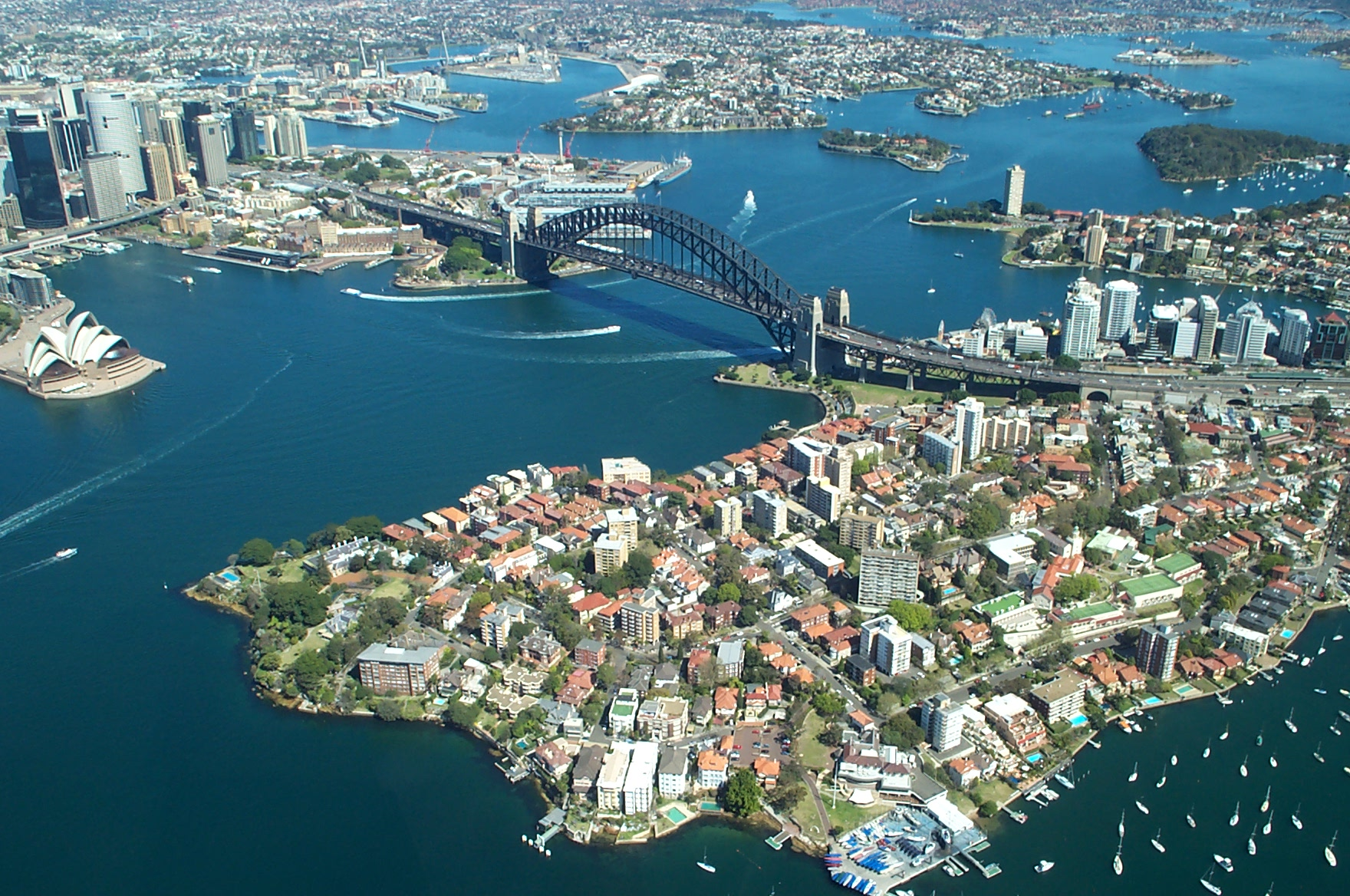
ポート・ジャクソン湾

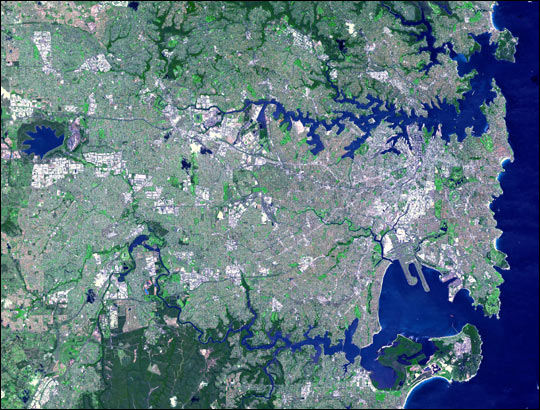
シドニーの衛星写真

### 位置
シドニーは、オーストラリア大陸南東岸のポート・ジャクソン湾（シドニー港）及びボタニー湾に面し、カンバーランド又はシドニー盆地と呼ばれる皿状の凹地の東縁に位置する。
オーストラリア全般に見られる人口分布型の一特徴として、少数の大都市及びその周辺に人口が極端に集中することを挙げられる。シドニーの場合、大陸最初の植民地として重要性が高く、港湾や倉庫といったインフラ整備が国内の他都市に先駆けて行われたことに起因している。シドニーは主たる港湾都市として国内経済の中心となったのに伴い、行政の中心ともなった。

### 地形
シドニーの市街地はポート・ジャクソン湾南岸を起源とし、主たる商工業地区もこの地域一帯に広がる。市街地の大部分は丘陵上に発達し、特に湾に面した地域では、短く急な坂道が多い。シドニーの海岸線は低木の茂る険しい岬及び三日月形の砂浜が交互に連なり、岩石台地、潟湖、砂嘴、陸繋島などが特徴を添えている。
四方は壮大な大自然に囲まれており、東に太平洋、西にブルーマウンテン山脈、北にホークスベリ川、南にロイヤル・ナショナルパークがある。多数の入江や海岸も存在し、ボンダイビーチは特に著名である。市街に面するポート・ジャクソン湾はリアス式海岸であり、世界最大の天然の入江とされる。近年はシドニーの沿岸に棲息するクジラやイルカの数も増え、湾内で出産や滞在をしたり、オペラハウスの真横など湾奥で確認される事も増えてきている。
自然災害である地震は、人体では感知できない無感地震を除いてほとんど無い。

### 気候
ケッペンの気候区分では温暖湿潤気候(Cfa)に属し、年間平均気温18.2℃、降雨は一年を通じてある。トロピカル・サイクロンを受けることはない。旱魃と森林火災が発生した場合や、反対に嵐や洪水が発生した場合、エルニーニョ・南方振動の影響を受ける。
冬季は温暖で日中でも15℃前後まで上がる。朝晩は5度以下まで下がることは稀であり、観測史上最低気温は1932年6月22日の2.1 ℃と高い。しかし、内陸部はより冷え込み霜が降りる気温まで下がることもある。夏季は沿岸部では日中でも26度前後、朝晩は18度前後と下がり、温和であるが、内陸部は時に内陸部の砂漠地帯からのフェーン現象による影響で酷暑となることがあり、シドニー郊外の内陸にあるペンリスでは1月の平均最高気温はシドニーより4度も高い30.8℃となっている。近年は、酷暑となることが多くなっており、2018年1月7日の気温は47.3度を記録。1939年に記録した47.8度に次ぐ暑さとなった。
| シドニーの気候              | シドニーの気候 | シドニーの気候 | シドニーの気候 | シドニーの気候 | シドニーの気候 | シドニーの気候 | シドニーの気候 | シドニーの気候 | シドニーの気候 | シドニーの気候 | シドニーの気候 | シドニーの気候 | シドニーの気候   |
| 月                          | 1月            | 2月            | 3月            | 4月            | 5月            | 6月            | 7月            | 8月            | 9月            | 10月           | 11月           | 12月           | 年               |
| --------------------------- | -------------- | -------------- | -------------- | -------------- | -------------- | -------------- | -------------- | -------------- | -------------- | -------------- | -------------- | -------------- | ---------------- |
| 最高気温記録 °C （°F）      | 45.8 (114.4)   | 42.1 (107.8)   | 39.8 (103.6)   | 33.9 (93)      | 30.0 (86)      | 26.9 (80.4)    | 25.9 (78.6)    | 31.3 (88.3)    | 34.6 (94.3)    | 38.2 (100.8)   | 41.8 (107.2)   | 42.2 (108)     | 45.8 (114.4)     |
| 平均最高気温 °C （°F）      | 25.9 (78.6)    | 25.8 (78.4)    | 24.7 (76.5)    | 22.4 (72.3)    | 19.4 (66.9)    | 16.9 (62.4)    | 16.3 (61.3)    | 17.8 (64)      | 20.0 (68)      | 22.1 (71.8)    | 23.6 (74.5)    | 25.2 (77.4)    | 21.7 (71.1)      |
| 平均最低気温 °C （°F）      | 18.7 (65.7)    | 18.8 (65.8)    | 17.5 (63.5)    | 14.7 (58.5)    | 11.5 (52.7)    | 9.3 (48.7)     | 8.0 (46.4)     | 8.9 (48)       | 11.1 (52)      | 13.5 (56.3)    | 15.6 (60.1)    | 17.5 (63.5)    | 13.8 (56.8)      |
| 最低気温記録 °C （°F）      | 10.6 (51.1)    | 9.6 (49.3)     | 9.3 (48.7)     | 7.0 (44.6)     | 4.4 (39.9)     | 2.1 (35.8)     | 2.2 (36)       | 2.7 (36.9)     | 4.9 (40.8)     | 5.7 (42.3)     | 7.7 (45.9)     | 9.1 (48.4)     | 2.1 (35.8)       |
| 降水量 mm （inch）          | 101.5 (3.996)  | 118.7 (4.673)  | 128.9 (5.075)  | 125.8 (4.953)  | 121.1 (4.768)  | 130.7 (5.146)  | 97.3 (3.831)   | 81.2 (3.197)   | 69.1 (2.72)    | 77.6 (3.055)   | 83.1 (3.272)   | 77.8 (3.063)   | 1,312.8 (51.685) |
| 出典：Bureau of Meteorology |                |                |                |                |                |                |                |                |                |                |                |                |                  |

### 地域
シドニー郊外にはノースシドニー、ボンダイ・ジャンクション、チャッツウッド、パラマタなどの商業地がある。

#### シドニー都市圏の自治体
| 地方自治体                                 | 自治体設立日 | 自治体設立日                 | 面積 | 面積   | 面積 | 人口    | 人口 | 地図 |
| 地方自治体                                 | バラ / 地区 / ミュニシパリティ / シャイア | 自治体                       | km2  | マイル | 順位 | 2018    | 順位 | 地図 |
| ------------------------------------------ | --- | ---------------------------- | ---- | ------ | ---- | ------- | ---- | ---- |
| ベイサイド・カウンシル                     | 1871年1月13日(シティ・オブ・ロックデール) 1888年3月29日(シティ・オブ・ボタニー・ベイ)                                                                   | 2016年9月9日                 | 50   | 19     | 15   | 174,378 | 12   |      |
| シティ・オブ・ブラックタウン               | 1906年3月6日 (ブラックタウン・シャイア) | 1979年3月7日                 | 240  | 93     | 8    | 366,534 | 2    |      |
| バーウッド・カウンシル                     | 1874年3月27日 |                              | 7.1  | 2.7    | 29   | 39,886  | 27   |      |
| カムデン・カウンシル                       | 1889年2月6日 |                              | 201  | 78     | 9    | 94,159  | 21   |      |
| シティ・オブ・キャンベルタウン             | 1882年1月21日 | 1968年5月4日                 | 312  | 120    | 5    | 168,139 | 14   |      |
| シティ・オブ・カナダ・ベイ                 | 1883年8月11日(コンコード) 1890年1月18日(ドライモン) | 2000年12月                   | 20   | 7.7    | 22   | 95,159  | 20   |      |
| シティ・オブ・カンタベリー＝バンクスタウン | 1879年3月17日(シティ・オブ・カンタベリー) 1895年9月7日(シティ・オブ・バンクスタウン)                                                                    | 2016年5月12日                | 110  | 42     | 10   | 373,931 | 1    |      |
| カンバーランド・カウンシル                 | 1872年7月9日 (シティ・オブ・パラマッタの一部、オーバーン・シティ、シティ・オブ・ホルロイド)                                                             | 2016年5月12日                | 72   | 28     | 14   | 236,893 | 6    |      |
| シティ・オブ・フェアフィールド             | 1888年12月11日 | 1979年5月18日                | 102  | 39     | 11   | 210,612 | 9    |      |
| ジョージズ・リヴァー・カウンシル           | 1885年12月22日 (ミュニシパリティ・オブ・コガラー、シティ・オブ・ハーストヴィル)                                                                         | 2016年5月12日                | 38   | 15     | 17   | 158,411 | 15   |      |
| ホーンズビー・シャイア                     | 1906年3月6日 |                              | 455  | 176    | 1    | 150,752 | 17   |      |
| ミュニシパリティ・オブ・ハンターズ・ヒル   | 1861年1月7日 |                              | 5.7  | 2.2    | 30   | 14,909  | 30   |      |
| インナー・ウェスト・カウンシル             | 1861年11月1日(マリックヴィル・カウンシル) 1871年12月28日(ミュニシパリティ・オブ・アッシュフィールド) 1871年12月29日(ミュニシパリティ・オブ・ライカート) | 2016年5月12日                | 35   | 14     | 19   | 198,024 | 11   |      |
| クーリンガイ・カウンシル                   | 1906年(クーリンガイ・シャイア) 1928年(ミュニシパリティ)                                                                                                 |                              | 85   | 33     | 12   | 126,046 | 19   |      |
| レーン・コウヴ・カウンシル                 | 1895年2月11日(ミュニシパリティ・オブ・レーン・コウヴ)                                                                                                   |                              | 11   | 4.2    | 26   | 39,486  | 28   |      |
| シティ・オブ・リヴァプール                 | 1872年6月27日 | 1960年11月9日                | 306  | 118    | 6    | 223,304 | 8    |      |
| ミュニシパリティ・オブ・モスマン           | 1893年4月11日 |                              | 8.7  | 3.4    | 28   | 30,877  | 29   |      |
| ノース・シドニー・カウンシル               | 1890年7月31日 |                              | 11   | 4.2    | 25   | 74,172  | 23   |      |
| ノーザン・ビーチズ・カウンシル             | 1877年1月6日(マンリー・カウンシル) 1906年3月7日(ワーリンガー・カウンシル) 1992年5月1日(ピットウォーター・カウンシル)                                    | 2016年5月12日                | 254  | 98     | 7    | 271,278 | 3    |      |
| シティ・オブ・パラマッタ                   | 1861年11月27日 | 1938年10月27日 2016年5月12日 | 84   | 32     | 13   | 251,311 | 4    |      |
| シティ・オブ・ペンリス                     | 1871年5月12日 | 1959年10月21日               | 405  | 156    | 2    | 209,210 | 10   |      |
| シティ・オブ・ランドウィック               | 1859年2月23日 | 1990年7月1日                 | 36   | 14     | 18   | 154,265 | 16   |      |
| シティ・オブ・ライド                       | 1870年11月12日 | 1992年1月1日                 | 41   | 16     | 16   | 127,446 | 18   |      |
| ミュニシパリティ・オブ・ストラスフィールド | 1885年6月2日 |                              | 14   | 5.4    | 23   | 45,143  | 26   |      |
| サザランド・シャイア                       | 1906年3月6日 |                              | 334  | 129    | 4    | 229,213 | 7    |      |
| シティ・オブ・シドニー                     | | 1842年7月20日                | 27   | 10     | 20   | 240,229 | 5    |      |
| ザ・ヒルズ・シャイア                       | 1906年3月6日 (バウカム・ヒル・シャイア) |                              | 386  | 149    | 3    | 172,473 | 13   |      |
| ウェイヴァリー・ミュニシパル・カウンシル   | 1859年6月16日 |                              | 9.4  | 3.6    | 27   | 74,114  | 24   |      |
| シティ・オブ・ウィロウビー                 | 1865年10月23日 | 1989年11月17日               | 22   | 8.5    | 21   | 80,339  | 22   |      |
| ミュニシパリティ・オブ・ウラーラ           | 1860年4月20日 |                              | 12   | 4.6    | 24   | 58,964  | 25   |      |

### 人口
人口は2019年6月時点で530万人を超えている。都市圏人口は410万人であり、世界104位、オセアニアでは首位である。

#### 人口統計
2006年国勢調査によれば、シドニー都市圏の人口は3,641,422人で、シドニー統計区域の人口は4,119,190人であった。統計区域は成長を加減して算出された推計値を基にしたため、都市圏よりも人口が大きくなっている。シドニー市内の人口密度は、4,023人/km²で国内最大である。市民は一般的に「シドニーサイダー」と呼ばれる。2006年国勢調査によれば、シドニー居住の民族としては主に、イングランド系、アイルランド系、スコットランド系及び中国系であった。また、先住民アボリジニは全体のうち2%、海外出生者数は同じく31.7%であった。
主たる移民の出身国は、イギリス、中華人民共和国及びニュージーランドである。また、ベトナム、パキスタン、レバノン、イタリア、インド及びフィリピンからの移住者数も多い。英語を第一又は第二言語としている市民が多いが、アラビア語（レバノン系が優勢）、中国語（ほとんどが北京官話、上海語、広東語）、イタリア語話者も多い。シドニーは、世界でも高度な多文化都市であるロンドンやパリよりも海外からの移住者が多く、移住者数は世界第7位である。宗教は2006年国勢調査によると、調査対象者のうち64%はキリスト教徒、14.1%は無宗教、10.4%は無回答、3.9%はムスリム、3.7%は仏教徒、1.7%はヒンドゥー教徒、0.9%はユダヤ教徒であった。
また、住民の平均年齢は34歳と若く、65歳以上の高齢者層は全体の12%であった。

## 歴史
シドニー湾沿岸には少なくとも4万年前からアボリジニが定住していた。

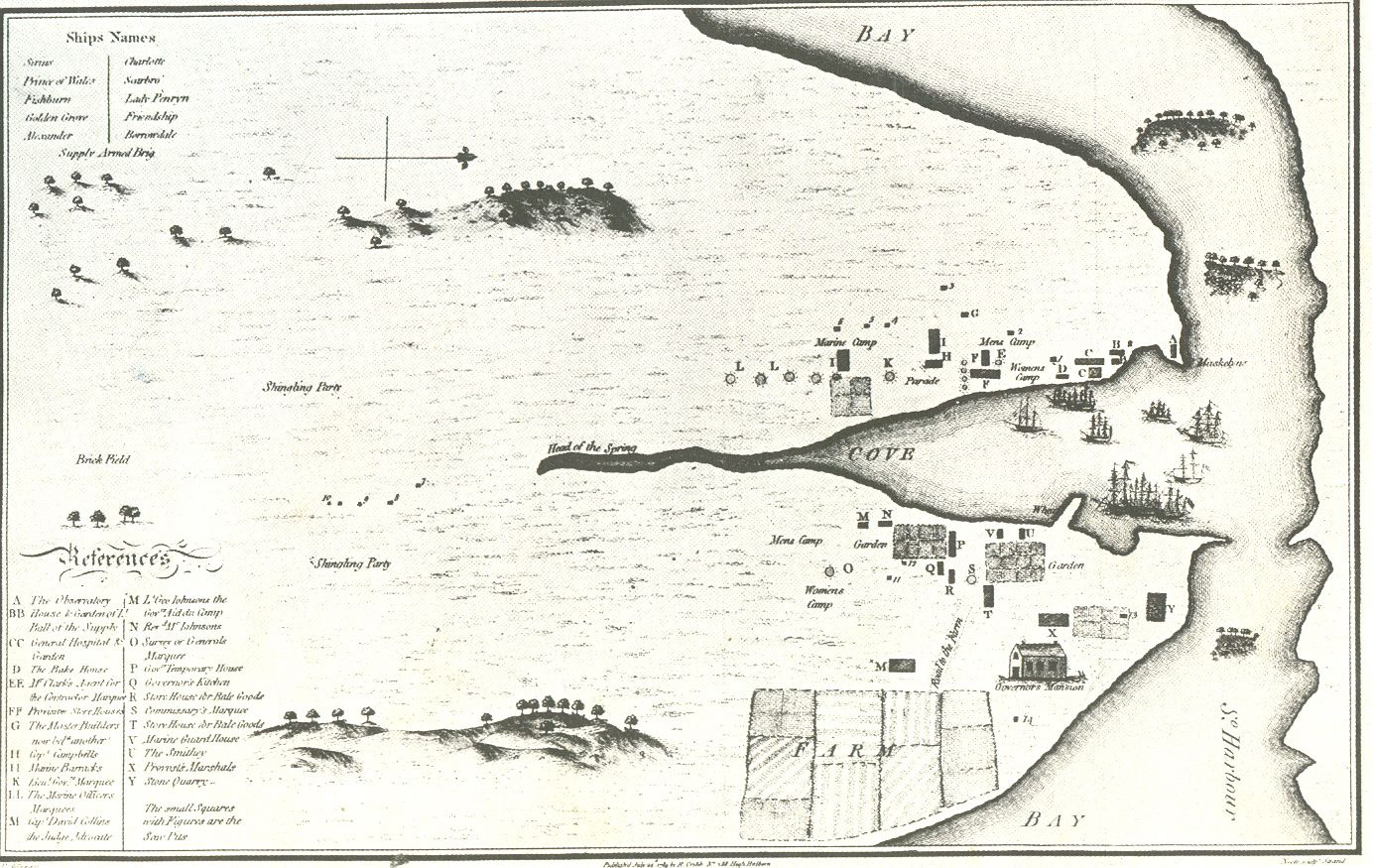
シドニーの古地図（1789年）

ヨーロッパ人の関心がこの地域に向かうのは、1770年のジェームズ・クックによるポート・ジャクソン湾の望見の後である。イギリス人による最初の入植は1788年1月20日で、アーサー・フィリップ総督によってこの「小川に近い、入り江の湾頭」はオーストラリア最初の植民地として定められた。フィリップは当初この地を「アルビオン」と呼ぶ意向であったが、シドニー入江に由来する「シドニー」が一般的に用いられるようになった。入江(シドニー・コーブ)はフィリップの命名で、彼の後援者であったシドニー卿（シドニー子爵）トマス・タウンゼントにちなんだものである。このことは植民地開設の特許状がシドニー卿の斡旋で交付されたことに由来すると思われる。新植民地の初期の人口は1000人を超える程度で、当地は流刑植民地であったことからその大部分は囚人であった。食料生産のため、20km西のパラマタにも入植地が設置された。
- 1822年にはすでに銀行、市場、発達した道路網、警察隊を備えた町となった。
- 1833年、町の行政は3人の行政官の手に委ねられた。
- 1842年には自治体として成立した。
- 1847年には囚人が人口にしめる割合はわずか3.2%にまで低下した。当時シドニーにはヨーロッパより週ごとに船が来航し、イギリスや他のヨーロッパからの移民が到着した。囚人の人口が減少するにつれ、商業活動が活発化した。
- 1850年にはオーストラリア初の大学であるシドニー大学が創設。
- 1855年にはシドニーと西郊のパラマタとを結ぶ鉄道が開通。
- 1883年にはシドニー及びメルボルンを結ぶ鉄道路線が開通したものの、両植民地の鉄道軌間は異なっており、直通路線の開通は1962年まで待たねばならなかった。当初、煉瓦製造と製材に限られていた第二次産業の発展は、ニューサウスウェールズ州の自由貿易政策が現地工業の確立を阻害したため遅々としていた。
- 1901年の連邦成立後、自由貿易政策は否定され、各州間の緊密な連携のもとに州間交易が著しい進展を示した。

シドニーは、19世紀前半まではオーストラリアの6つのイギリス植民地の中心として、名実ともに最大の都市であった。1851年にニューサウスウェールズ州およびビクトリア州で金が発見され最初のゴールドラッシュが起こると、シドニーの人口は急激に増加し、急速に工業化が進んだ。だが、ゴールドラッシュおよびイギリス本国との間の大圏航路においてメルボルンのほうが好位置であったことも加わって、メルボルンが発達の速度を速め、19世紀後半にはシドニーは第2位に後退した。この頃からシドニーとメルボルンとの間で伝統的な敵対関係が存在し、メルボルンはオーストラリアの最大都市かつ最も裕福な都市となっていた。
1901年にオーストラリア大陸の6植民地が連合してオーストラリア連邦が成立すると首都は最大都市メルボルンに置かれたものの、この頃からシドニーは再び勢いを増していき、20世紀初頭になるとシドニーはメルボルンを人口で追い越し、それ以来現在に至るまでシドニーは国内最大の都市に君臨し続けている。
1970〜80年代、オーストラリア準備銀行やオーストラリア証券取引所と共に、シドニーのCBDは明らかに国内最大の金融都市となってメルボルンを追い抜いた。都市圏の拡大とともに人口の郊外化が進み、都市圏の西端は都心から60km以上も離れたブルーマウンテンの麓にまで達している。
20世紀全体を通して見ると、第二次世界大戦後の10年間を特に顕著とし、ヨーロッパやその後のアジアからの移民が増えるにつれてシドニーの都市圏は拡大を続けた。シドニーの特徴である多様で国際的な雰囲気は、移民によってもたらされた文化が主な要因である。

### 歴史年表

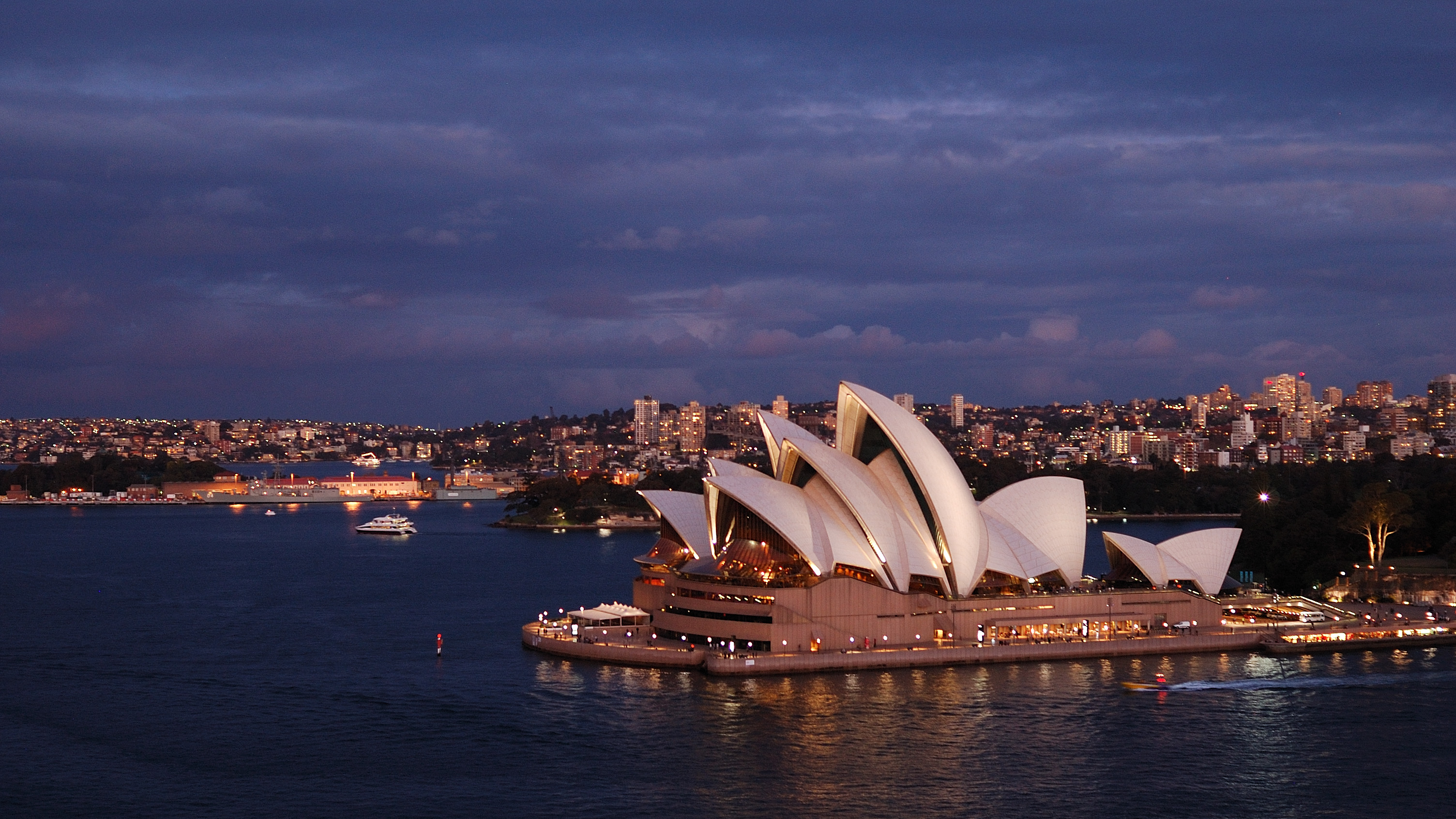
シドニー・オペラハウス

| 西暦 | 出来事                                                                |
| ---- | --------------------------------------------------------------------- |
| 1788 | 最初のヨーロッパ人移民が入植。                                        |
| 1852 | 市として公認される。                                                  |
| 1855 | パラマタとシドニーを結ぶ、ニューサウスウェールズ初の鉄道路線が開通。  |
| 1870 | Intercolonial 博覧会                                                  |
| 1879 | シドニー国際博覧会                                                    |
| 1883 | パラマタ - Intercolonial Juvenile Industrial Exhibition               |
| 1901 | 1月1日、シドニーでオーストラリア連邦の結成が宣言される。              |
| 1932 | シドニー・ハーバー・ブリッジ完成。                                    |
| 1942 | 日本軍の特殊潜航艇によるシドニー港攻撃。                              |
| 1973 | シドニーオペラハウス完成。                                            |
| 2000 | 9月15日から10月1日までシドニーオリンピック開催。                      |
| 2007 | 6月28日にシドニーオペラハウスが世界遺産に登録される。                 |
| 2021 | 6月、新型コロナウイルス感染症の市中感染拡大に伴いロックダウンを実施。 |

## 政治

### 行政

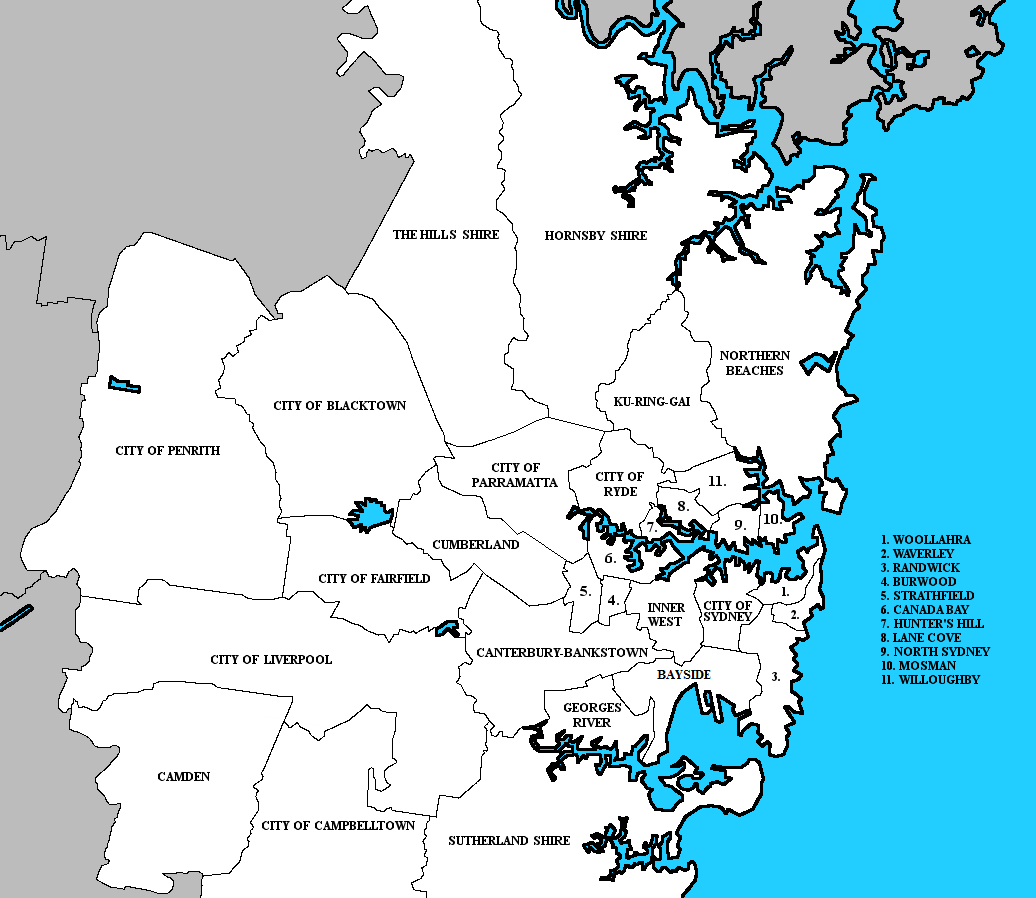
シドニー大都市圏内の地方行政区分

一般的に単一都市として理解されることが多いシドニー大都市圏（metropolitan area）は、統計上の範囲として設定されているものであり、それ自体は自治体ではない。基礎自治体は大都市圏内に38ある地方行政区（LGAs: Local Government Areas）であり、個々の地方行政区は歴史的経緯を踏まえ、しばしば「市 City」と称する。こうした地方行政区の一つである「シドニー市 City of Sydney」は、シドニー湾に面した高層ビルが集中するCBD周辺の都心だけが市域である。観光地ともなっているシドニー市庁舎「タウン・ホール」は、広域のシドニー大都市圏ではなく、この「シドニー市」の市庁舎である。ただし、この「シドニー市」の市長は、オリンピックのようなイベントの際には、儀礼上、大都市圏全体を代表するような役回りを果たすことがある。
一般的にシドニー所在だと認知されている施設のうち、都心にあるもの以外は、「シドニー市」ではなく別の地方行政区に所在するものである。例えば、タロンガ動物園はモスマン、シドニーオリンピックの主会場はオーバーン、ボンダイビーチはウェーバリー、シドニー国際空港はターミナルがボタニー・ベイ市、滑走路の先端はロックデール市にある。ここでは、英語の正式名称にCityと冠する地方行政区だけを「市」と訳しているが、City ではなく、Council、Municipal Council などと称する他の地方行政区も、一般的には「市」と訳されることが多い。
シドニー大都市圏全体に関わる行政は、公共交通機関の運営、主要道の整備、交通の制御、警察、中等教育以上の教育、主要な社会資本の整備計画など、ほとんどをニューサウスウェールズ州政府が管轄している。元来、州の人口の大部分がシドニー大都市圏に集中しており、州政府の行政機能も大部分がシドニー大都市圏に関わるものになっているため、州政府から分離した大都市圏を単位とする行政体の創出には、州政府が消極的である。

## 対外関係

### 姉妹都市・提携都市
一覧

#### 姉妹都市
- サンフランシスコ（アメリカ合衆国 カリフォルニア州）- 1968年
- 名古屋市[38]（日本国 中部地方 愛知県）- 1980年
- ウェリントン（ニュージーランド王国 ウェリントン地方）- 1983年
- ポーツマス（イギリス連合王国 イングランド国 サウス・イースト・イングランド地方 ハンプシャー州）- 1984年
- 広州市（中華人民共和国 広東省）- 1985年
- フィレンツェ（イタリア共和国 トスカーナ州）- 1993年

#### 友好都市
- パリ（フランス共和国 イル･ド･フランス地方）- 1998年
- アテネ（ギリシャ共和国 アッティカ地方）- 2000年
- ベルリン（ドイツ連邦共和国 ベルリン連邦州）- 2000年
- ダブリン（アイルランド共和国 レンスター地方 ダブリン県）- 2002年
- 武漢市（中華人民共和国 湖北省）- 2015年
- シカゴ（アメリカ合衆国 イリノイ州）- 2019年

#### 提携都市
- バンコク（タイ王国 バンコク首都圏 バンコク都）- 2007年

### 国際機関

#### 領事館
- 在シドニー日本国総領事館

## 経済

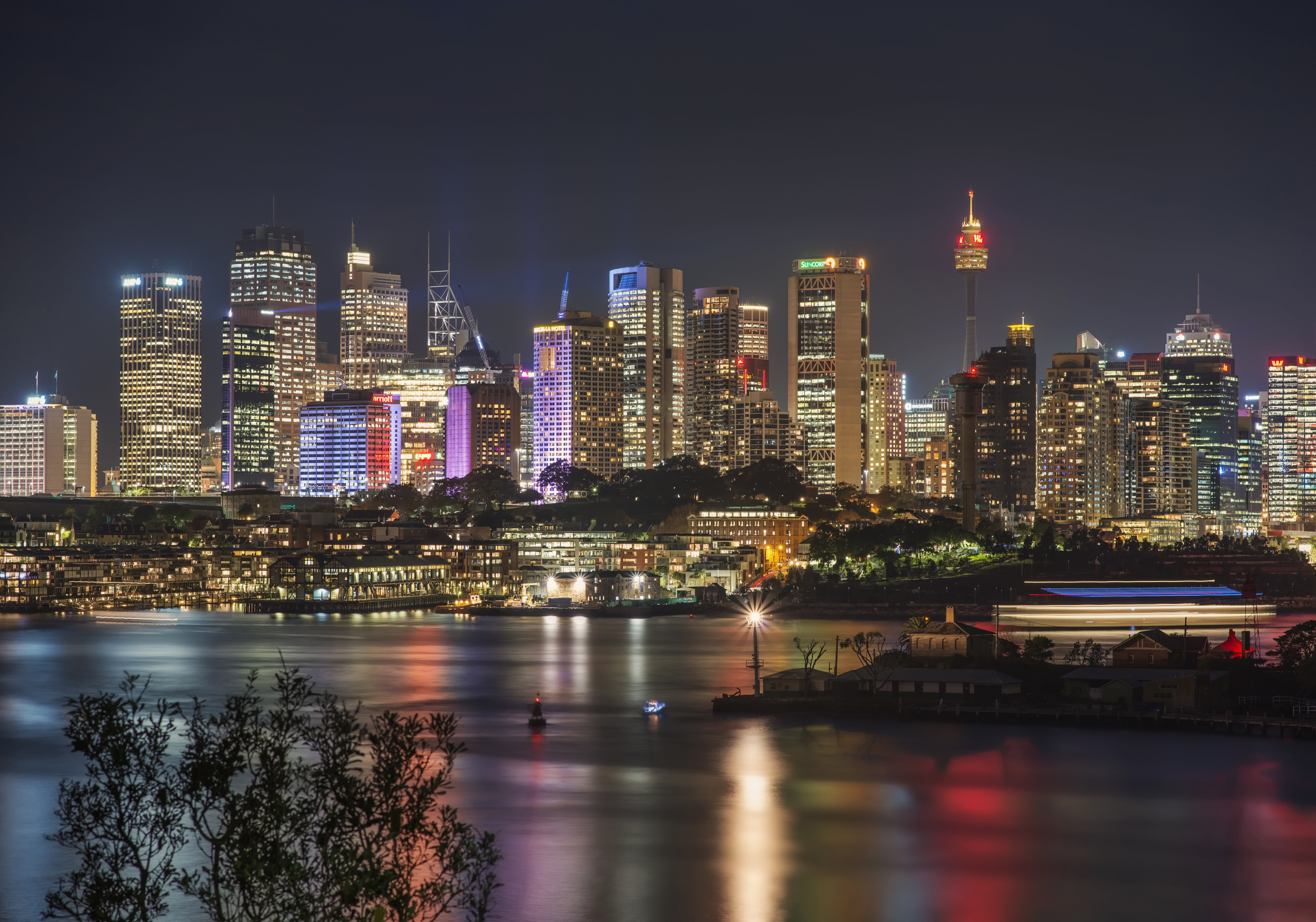
シドニー中心業務地区

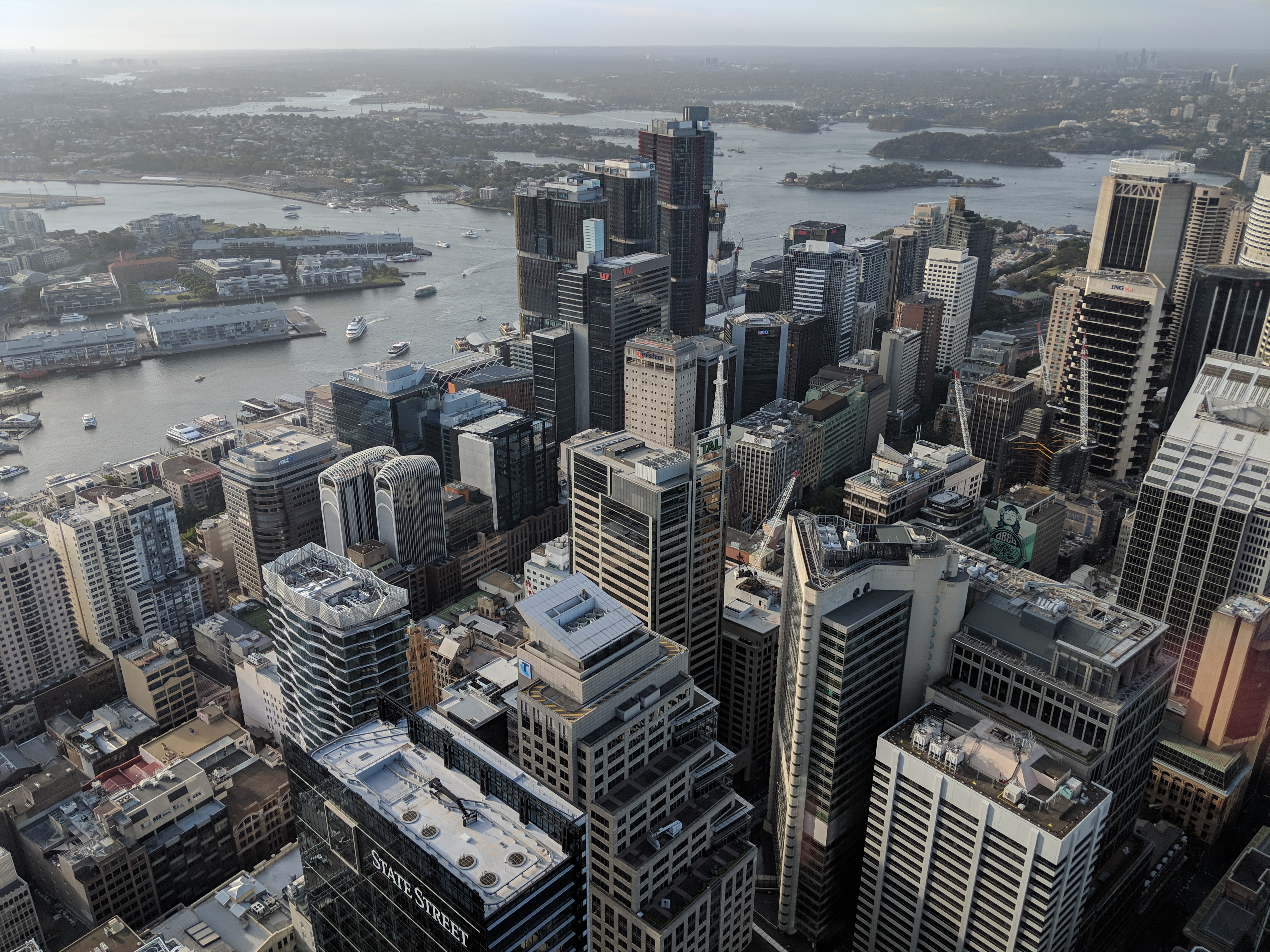
シドニー・タワーから見たシドニー中心業務地区（2018年）

シドニーは、商工業、金融及び交通の中心都市であり、2008年時点の域内GDPは2130億米ドルであり、世界第28位であった。2017年の調査によると、世界8位の金融センターであり、南半球の都市では1位である。

### 第一次産業
シドニー（ポート・ジャクソン）港はニューサウスウェールズ州の貿易の大部分を担っている。主要輸出品目は羊毛、小麦、小麦粉、羊皮及び肉類で、輸入品は機械類が最も多い品目である。国内や州内からの主たる移入品は、石炭、木材及び砂糖である。シドニーは世界最大の原毛市場であり、ニューサウスウェールズ州の羊毛の3分の2はシドニー港から積出される。同港は造船・修理の中心でもあり、大型船舶も収容可能なドックを有する。

### 第二次産業
オーストラリアの産業界においてメルボルンとともにシドニーが突出している理由として、原材料調達の容易性を一因として挙げられる。シドニーは消費財を中心に、ニューサウスウェールズ州の工業生産高のうち約半数を生産しており、製材、造船、化学、農業土木機械、電気機械及び石油精製といった工業が発達している。

### 第三次産業

#### 金融業
オーストラリア証券取引所（ASX）やオーストラリア準備銀行（RBA）、多数の国内大企業の本社が所在する。国内最大の雇用を生み、GDPのうちシドニーは25%を計上し、その経済規模は国内最大である。平均家計所得は国内諸都市のうち最も多く、失業率は2004年時点で4.9%である。

## 情報・通信

### マスメディア

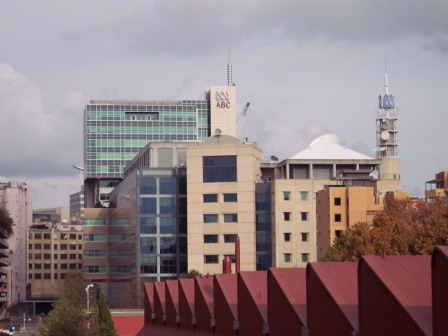
ABCシドニー

#### 新聞社
シドニーの主な日刊紙には、シドニー・モーニング・ヘラルド及びザ・デイリー・テレグラフの2紙がある。前者は高級紙であり、報道内容は国内外のニュース、文化及びビジネスと広範囲に渡る。現存する国内最古の新聞であり、1831年以来発行を続けている。後者はニューズ・コープ傘下のタブロイドである。

#### 放送局
テレビ
テレビ放送局は、公共放送及び民間の放送ネットワークに大別できる。公共放送は、ABC及びSBSの2局がある。民間では、セブン・ネットワーク、ナイン・ネットワーク、ネットワーク・テン及びテレビ・シドニーの4ネットワークがある。

## 教育

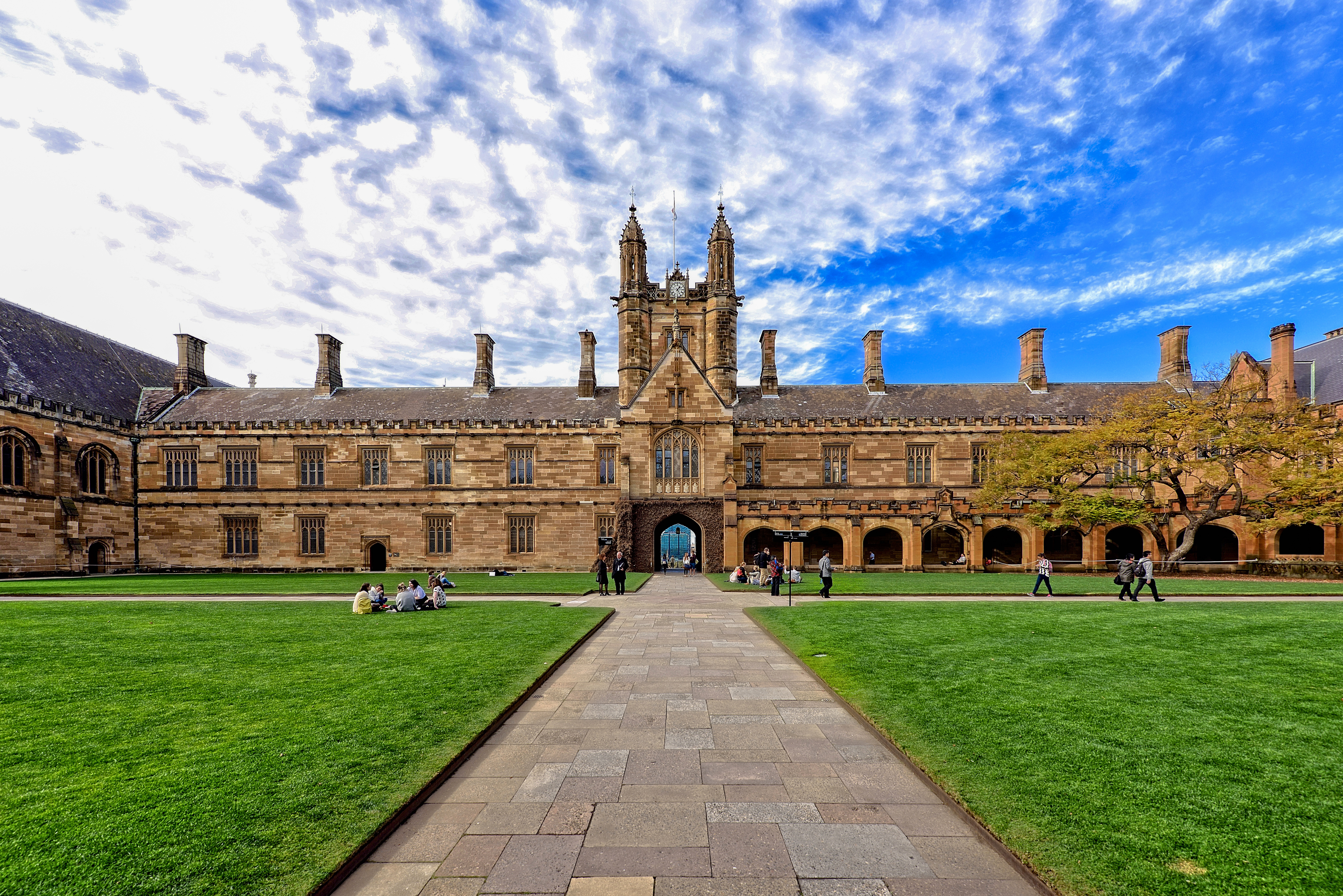
1850年設立のシドニー大学は、オーストラリア最古の大学である

### 大学
シドニーには複数の有名大学がある。1850年設立のオーストラリア初の大学であるシドニー大学に加え、オーストラリアカトリック大学、マコーリー大学、ニューサウスウェールズ大学、シドニー工科大学及び西シドニー大学の計6校が公立大学である。また、ノートルダムオーストラリア大学及びウロンゴン大学のキャンパスも市内にある。

### 職業教育
オーストラリアには、中等後または第三次教育で一般的に職業教育を行う教育機関として、TAFEと呼ばれる教育システムが存在する。このうち複数のキャンパスを持つ公立校としては、4校がシドニーに所在する。

## 交通

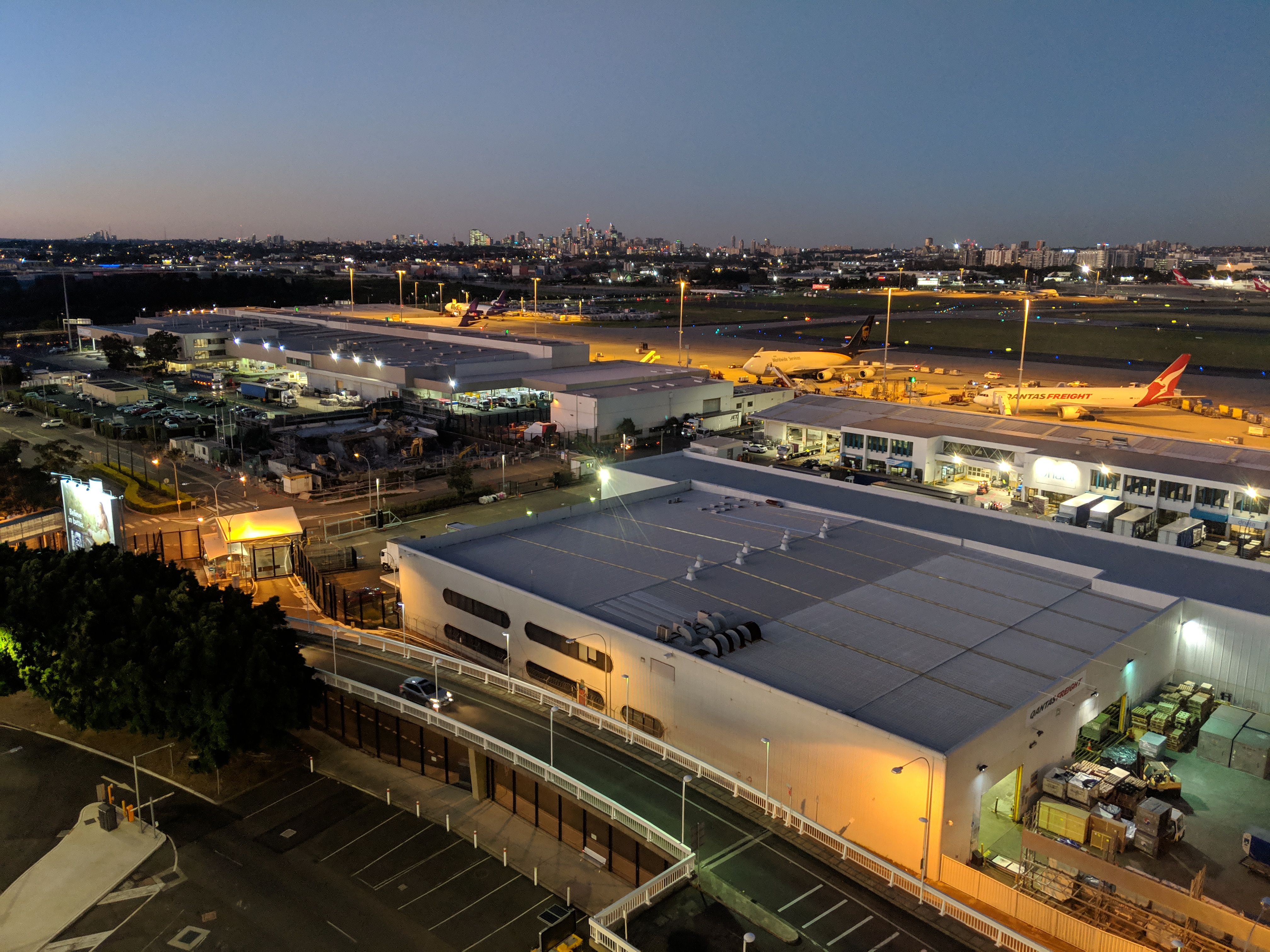
シドニー国際空港

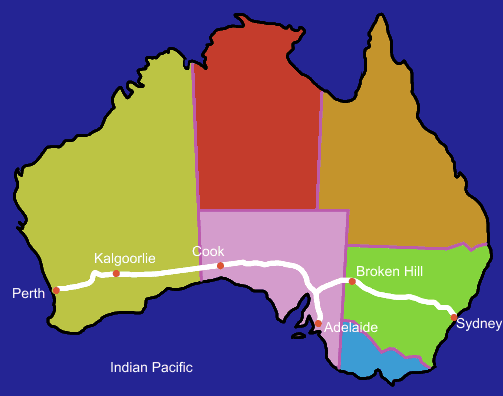
インディアンパシフィック

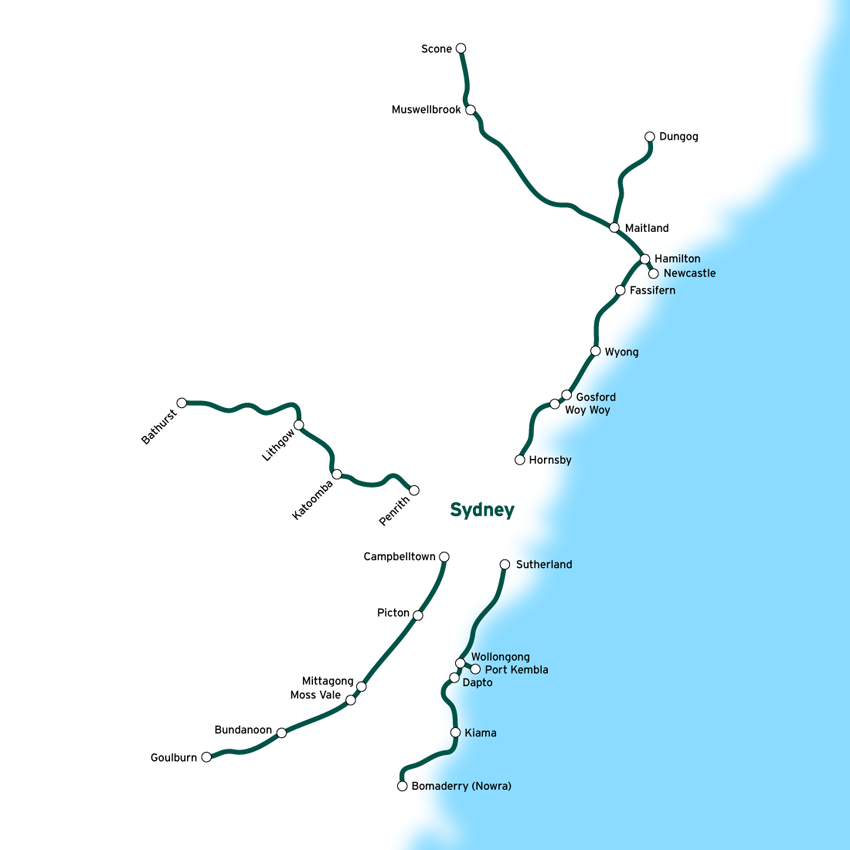
NSWトレインリンク

シドニー・トレインズ

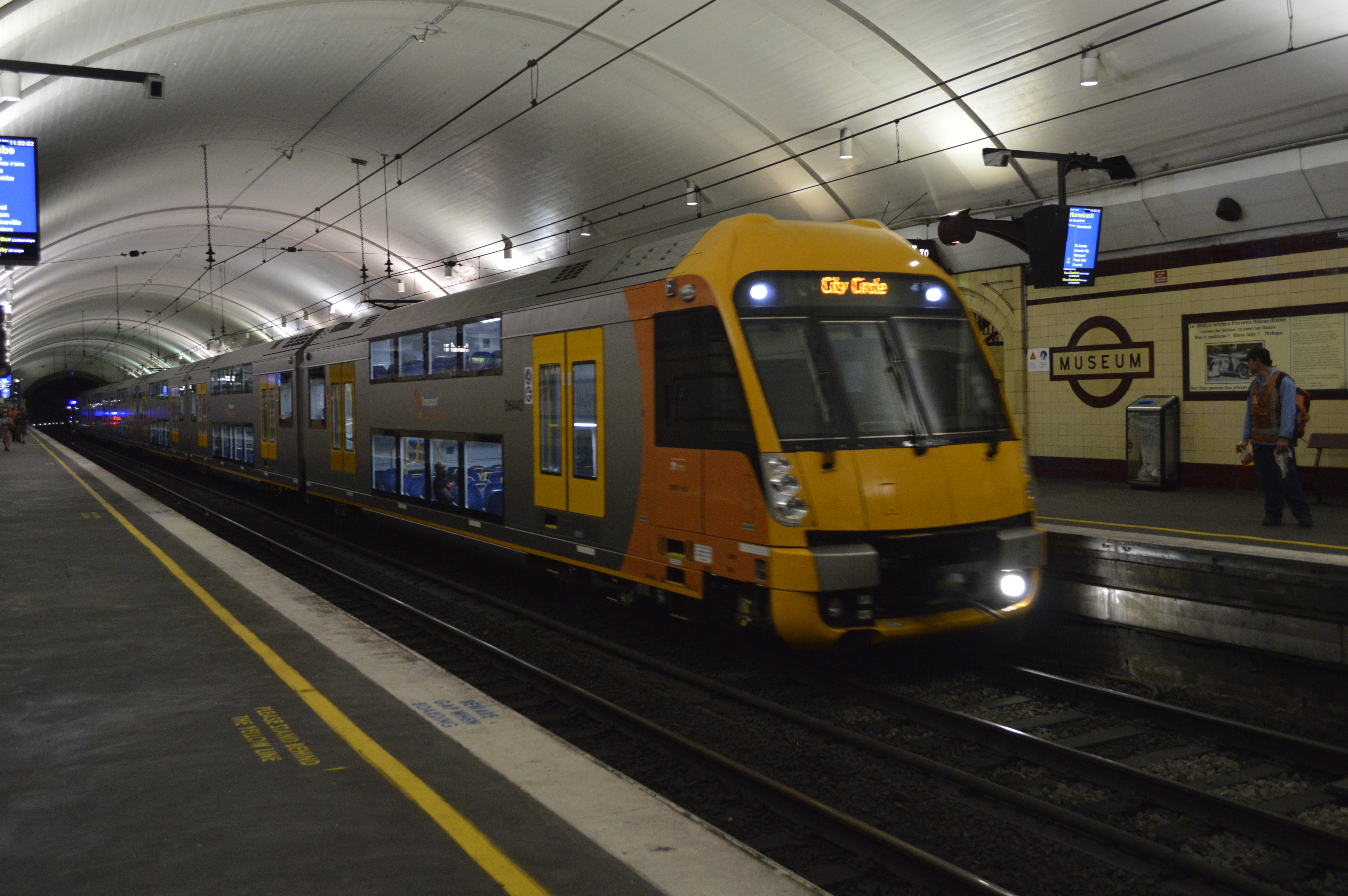
シドニーの近郊電車は2階建てである

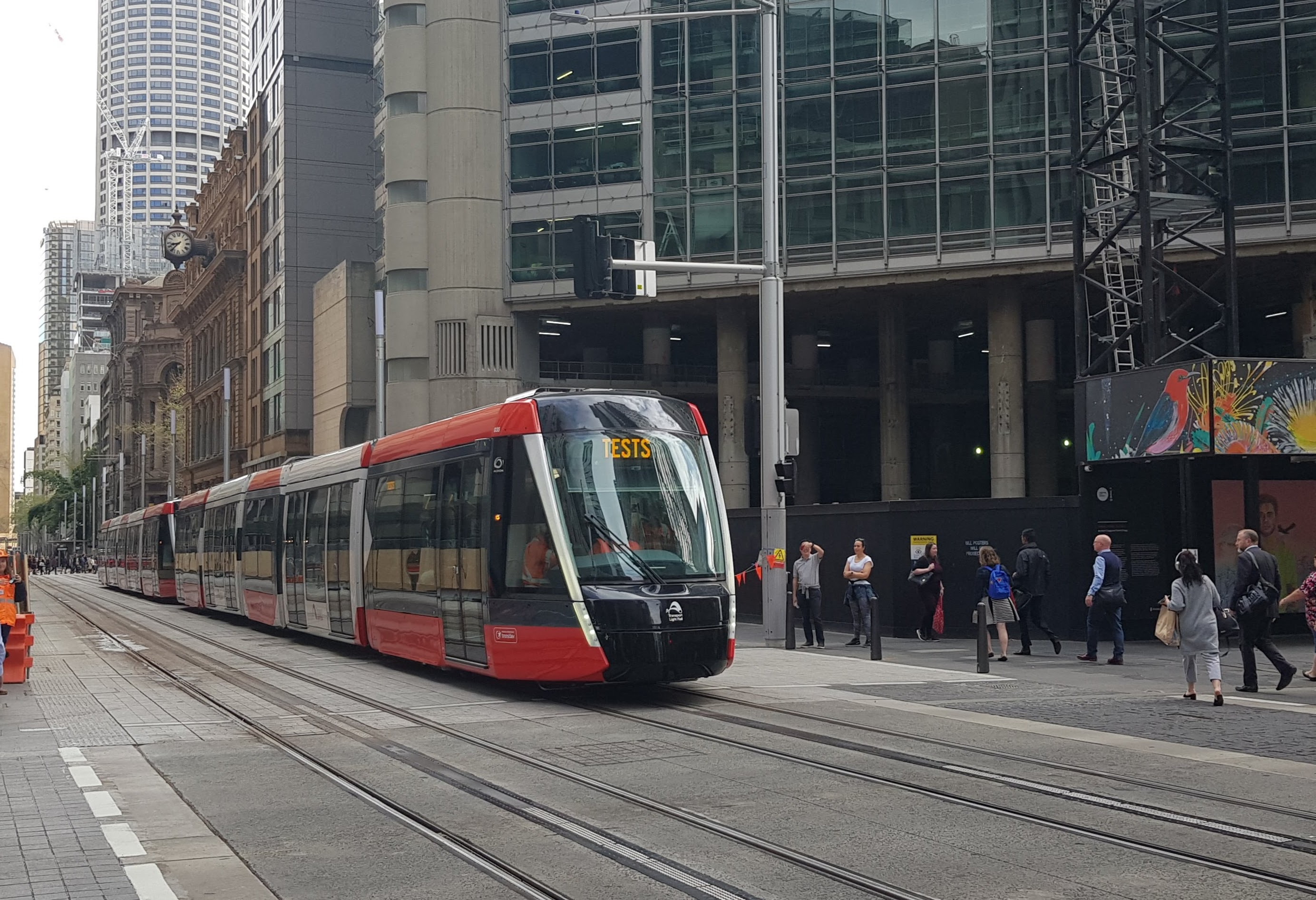
ライトレール

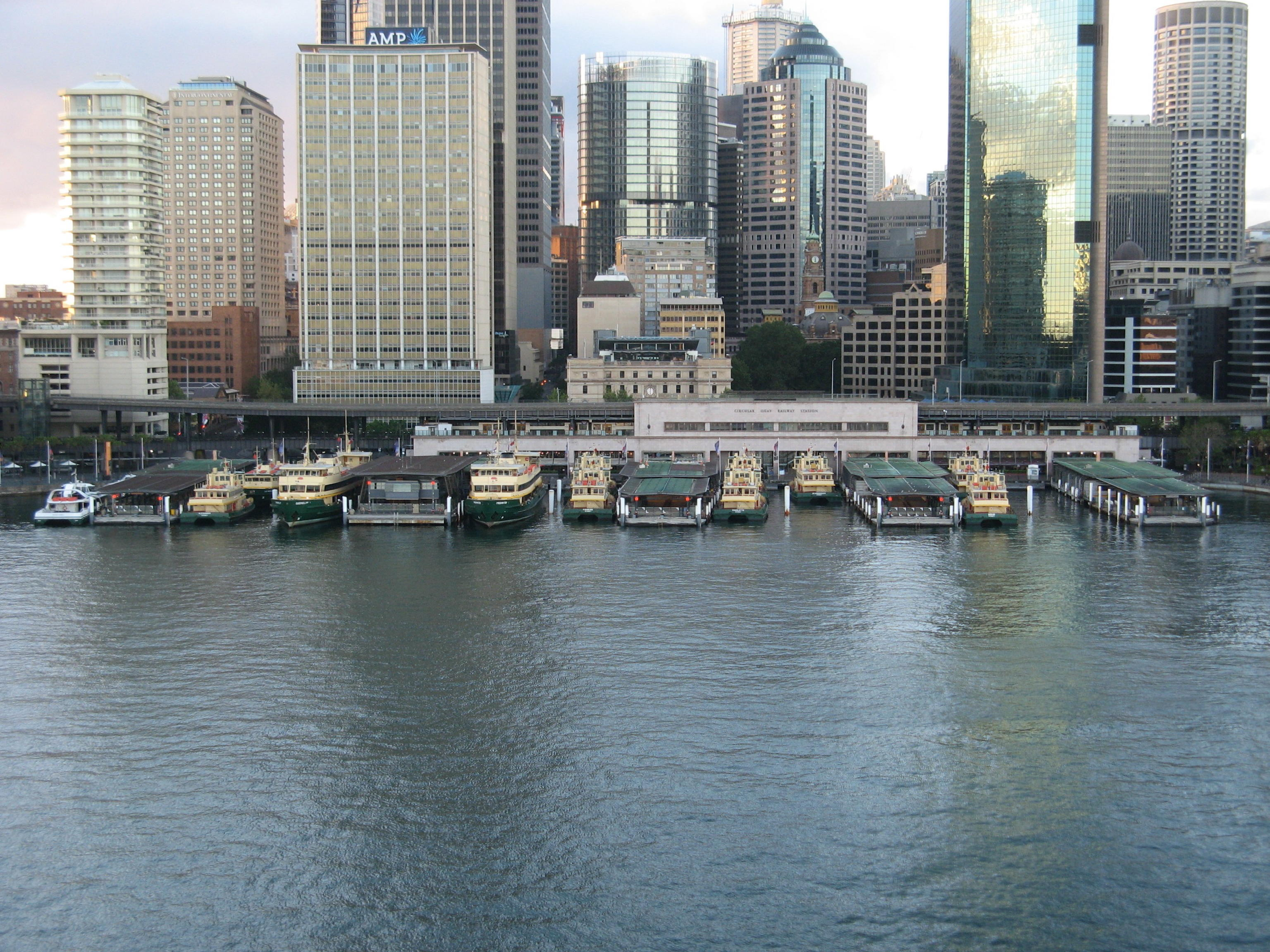
サーキュラー・キーのフェリー乗り場

シドニーは、高速道路、鉄道及びフェリーの広範囲な交通網を有する。

### 空路
国内最大の国際空港、シドニー国際空港（キングスフォード・スミス国際空港）は南部近郊のボタニーベイ市のマスコット地区にあり、ボタニー湾の北岸に位置する。国際線・国内線を問わずほとんどの定期便が発着する。同空港はシドニー・トレインズの路線が利用可能である。

#### 空港
- シドニー国際空港（キングスフォード・スミス国際空港）

### 鉄道
シドニー都市圏は広範囲にわたって鉄道が敷かれており、1855年に初の鉄道が開通した。その後も、自動車中心の時代となって旅客鉄道が一気に衰退した北米と異なり新大陸の都市としては鉄道網が発達しており、多くの路線も電化されており軌間は標準軌道の1435㎜である。2013年にはシティレールとカントリーリンクが解散し、近郊輸送を担当するシドニー・トレインズとNSW州内の都市間輸送を担うNSWトレインリンクの2社へと分割されより整備が進められている。
中心となる駅：シドニーセントラル駅

#### 長距離鉄道
シドニー＝ブリスベン回廊
- ノース・コースト線：- シドニーセントラル駅 -

シドニー＝パース回廊（オーストラリア鉄道）
- 西部本線

シドニー＝メルボルン回廊
- 北東部線

ジャーニービヨンドレール
- インディアンパシフィック：- シドニーセントラル駅 -

#### 州内都市間鉄道
シドニー都市圏内を結ぶシドニー・トレインズに対してNSWトレインリンは中距離を走る路線となっており、ニューカッスルやブルーマウンテンと結ばれている。
NSWトレインリンク
- ブルーマウンテンズ線：
- セントラルコースト＝ニューカッスル線：
- ハンター線：
- サウスコースト線：ボンダイ・ジャンクション駅 -
- サザンハイランド線：

#### 近郊路線
ニューサウスウェールズ州政府の公企業であるシドニー・トレインズによって運行されており総延長は355.5 km、161駅、8路線に及ぶ規模となっている。車両は二階建て車両となっている。近郊各地からの電車がシドニーセントラル駅を過ぎると都心部のCBD内では環状運転することからサークル線へと呼ばれ、この区間は地下路線となっている。ただし、東京のJR山手線のように同じ列車が何周もするわけではなく、各列車はシティサークルを経由する形で郊外と都心を結ぶ大阪環状線のような運行を行っている。
シドニー・トレインズ
- ノースショア＝ウェスタン線：
- インナーウェスト＝レピントン線：
- バンクスタウン線：
- 東部郊外＝イラワラ線：
- カンバーランド線：
- オリンピックパーク線：
- 空港＝南部線：
- 北部線：

#### 地下鉄
2019年にシドニー発の地下鉄路線のシドニー・メトロが開通し、なおも建設が進められており開通すると3路線での運行となる。自動運転が行われている。
- シドニー・メトロ（英語版）

### 軌道

#### トラム
路面電車は1960年代に一度廃止されたが、1990年代にライトレールとして復活した。現在では市民の足として利用され、延伸計画もある。
メトロ・ライト・レール
- 中西部線
- CBD＆南東部線

### バス

#### 路線バス
バスは都市圏の大部分のエリアを網羅しており、大部分の路線は1961年以前の路面電車の運行ルートに沿って運行する。

#### 都市間バス
州内及び州外を結ぶ長距離列車（カントリーリンクやパース行きのインディアンパシフィック号）はセントラル駅（Central railway station）を発着駅とする。同駅構内には、高速バスターミナルが存在する。

### 道路

#### 高速道路
市民の主な交通手段は自動車である。シドニー都市圏を環状に形成するメトロードは、交通の流れを円滑にし、都心部の渋滞を解消するため、特に重要な道路網である。
- ニューイングランド・ハイウェイ
- メトロード

### 航路

#### 港湾
シドニー港の中心となるのはポート・ジャクソン湾だが、南のボタニー湾にも重要な港湾設備がある。ポート・ジャクソン湾に面する都心近くのサーキュラー・キー（Circular Quay）には、国際旅客船ターミナルがある。
また、サーキュラー・キーからは、マンリー、タロンガ動物園、ダーリングハーバー、その他住宅街を結ぶフェリーが発着している。（ニューサウスウェールズ州が経営）また、マンリー、タロンガ動物園などに向かう便はシドニー・オペラハウスの目の前を通る。また、ダーリングハーバーや西部の住宅地に向かう便はハーバーブリッジの下をくぐる。

## 観光
シドニーで最も有名な歴史的建築物は、ともに世界的知名度を誇るハーバー・ブリッジ及びシドニー・オペラハウスである。その他、南半球で2番目に高いシドニータワー、シティ中心部にあるクイーン・ヴィクトリア・ビルディング（商業施設）などが有名。ダーリングハーバーも人気の観光地である。中心部から東に8kmはなれたボンダイビーチはシドニーで最も有名なビーチであり、特にサーフィンのメッカとして知られる。

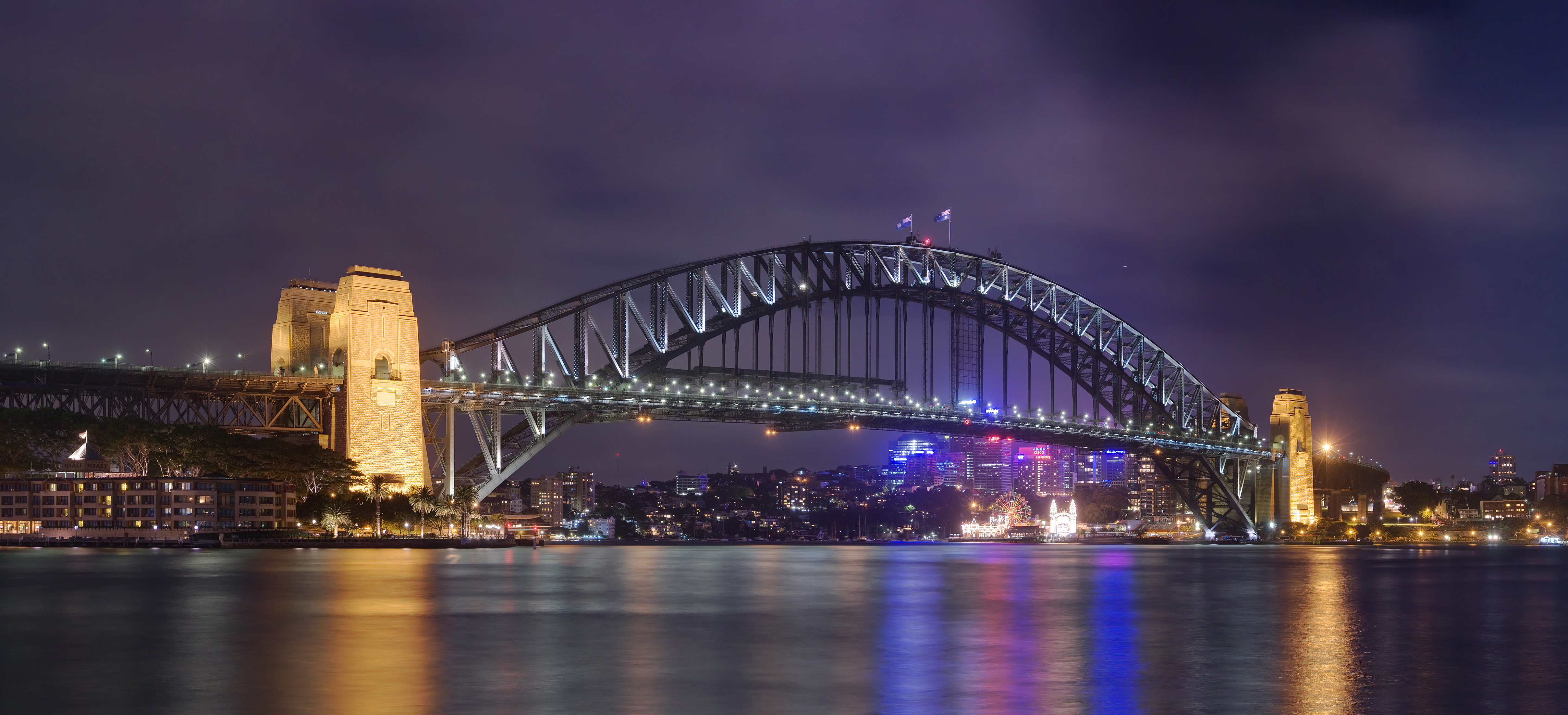
ハーバーブリッジ

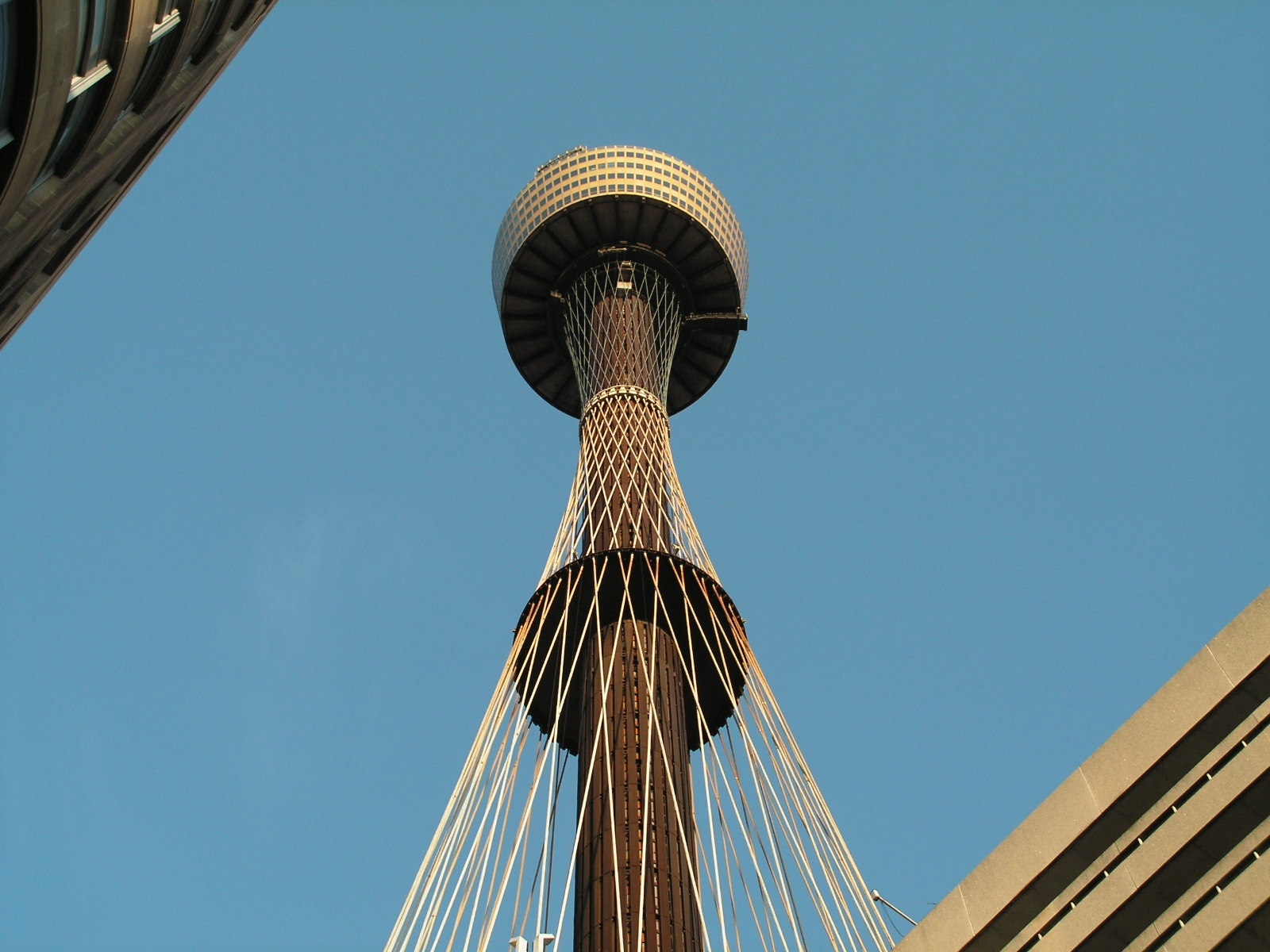
シドニータワー

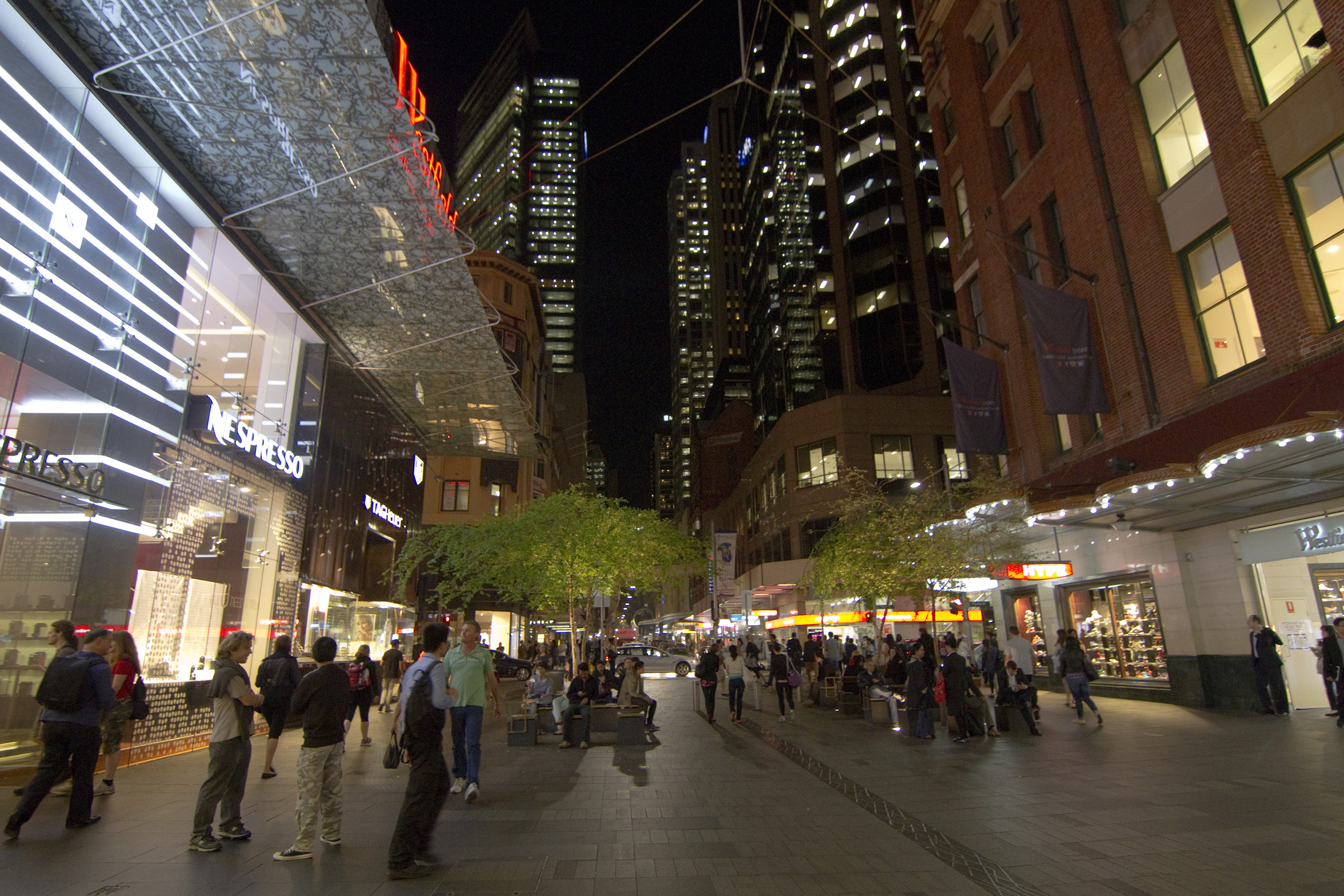
ピットストリート・モール

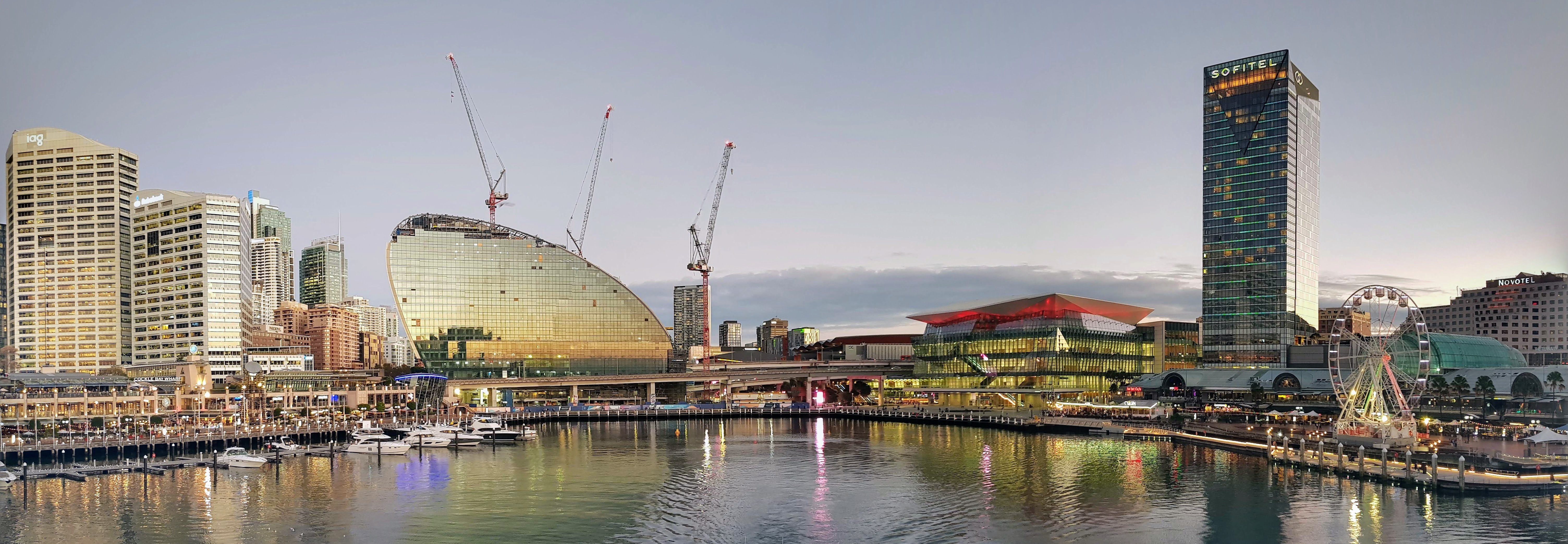
ダーリングハーバー

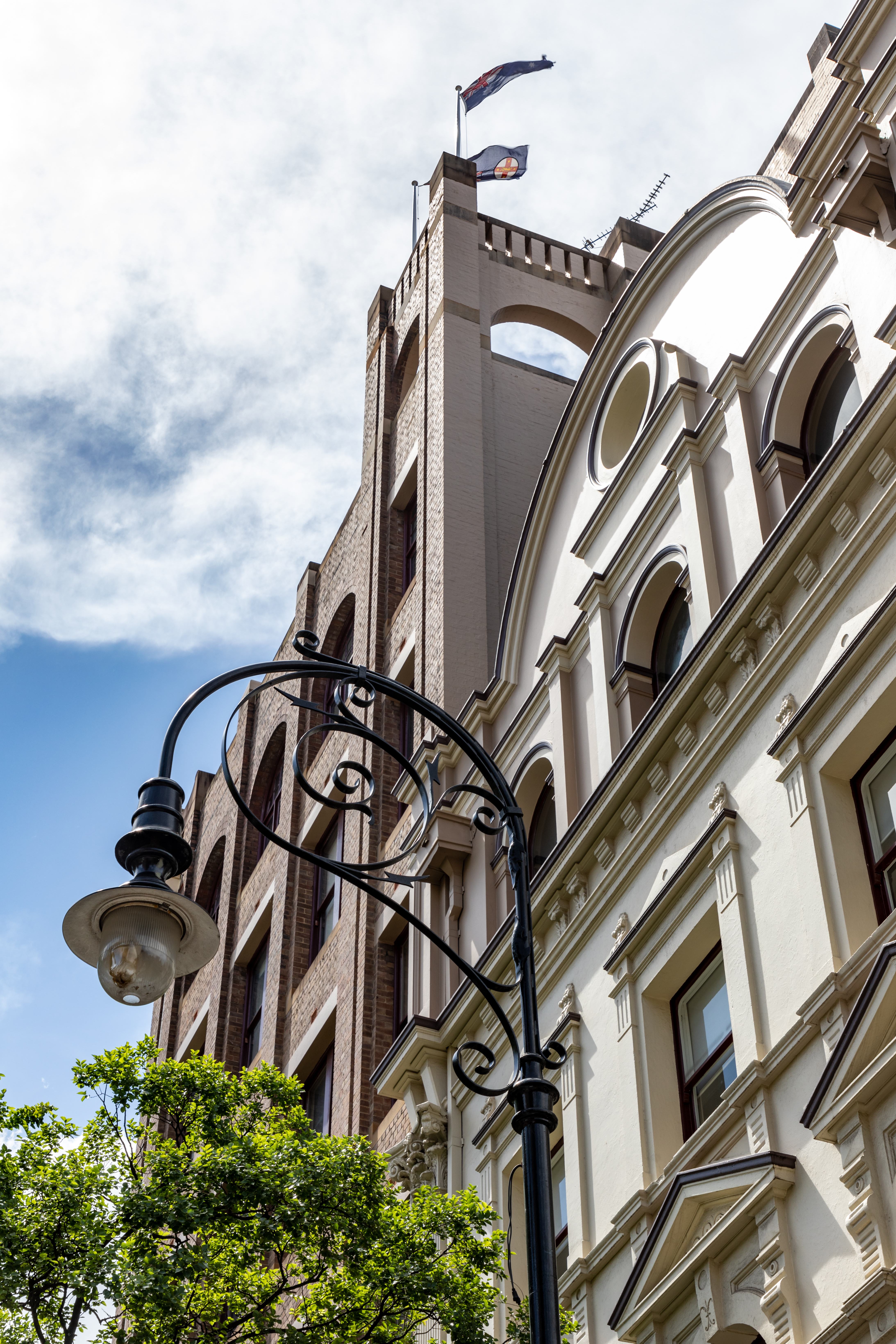
ザ・ロックス

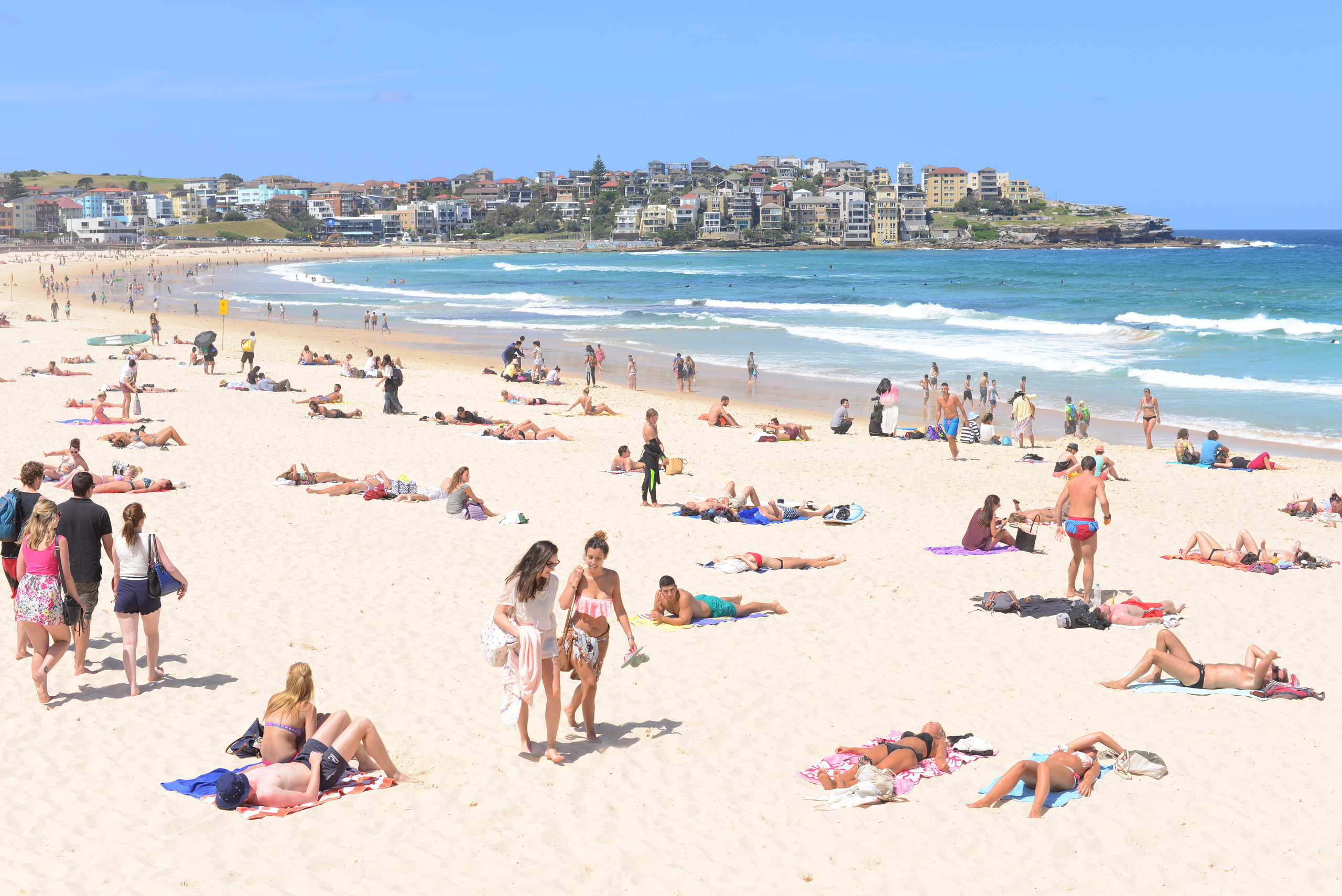
ボンダイビーチ

### 観光スポット
- ハーバーブリッジ
- シドニー・オペラハウス
- シドニー・タワー（別名：センターポイント）
- クイーン・ヴィクトリア・ビルディング（略称：QVB）
- サーキュラー・キー
- ザ・ロックス
- ダーリングハーバー
- シドニー・チャイナタウン（英語版）
- シドニー水族館（英語版）
- タロンガ動物園
- シドニー・セント・メアリー大聖堂
- シドニー王立植物園
- ザ・ドメイン
- ハイド・パーク (シドニー)
- ハイド・パーク・バラックス
- ボンダイビーチ
- マンリービーチ
- クージービーチ（英語版）
- ロイヤルランドウィック競馬場
- FOXスタジオ・オーストラリア
- IMAXシアター
- シドニー中心業務地区
- シドニー市庁舎（英語版）
- キングス・クロス
- コアラパーク・サンクチュアリ
- シドニー天文台（英語版）
- ルナ・パーク・シドニー（英語版）
- シドニー・オリンピック公園
- シドニー・クリケット・グラウンド
- シドニー・フットボール・スタジアム
- ブルー・マウンテンズ

### 文化施設

#### 博物館・美術館
- ニュー・サウス・ウェールズ州立美術館
- オーストラリア博物館（英語版）
- オーストラリア国立海洋博物館（英語版）
- マークレイ博物館（英語版）
- パワーハウス博物館（英語版）
- シドニー・ユダヤ博物館（英語版）
- シドニー博物館（英語版）
- シドニー・トラムウェイ博物館（英語版）
- シドニー現代美術館

## 文化・名物

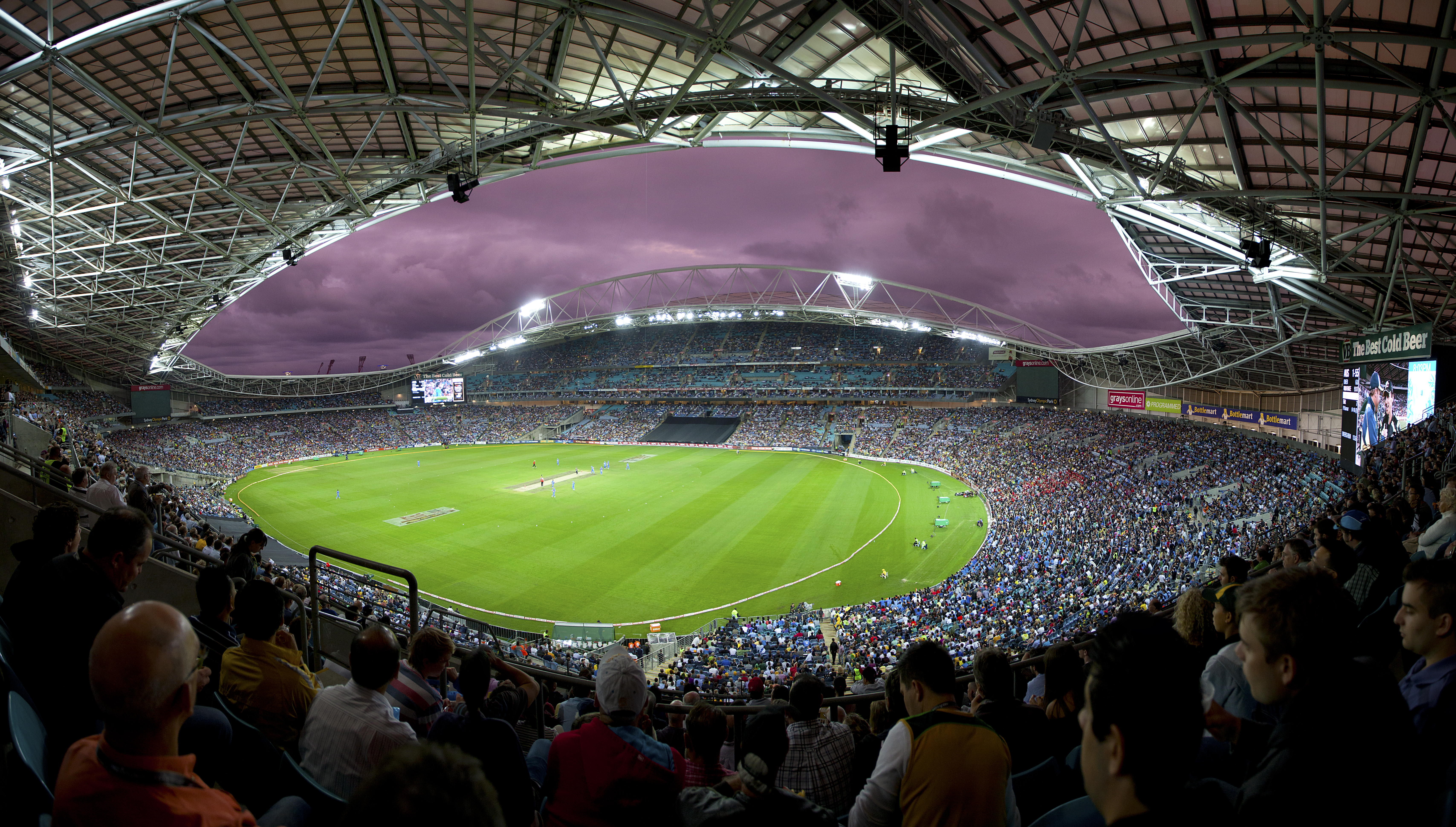
スタジアム・オーストラリアは、2000年シドニーオリンピックのメインスタジアムとなった競技場である。

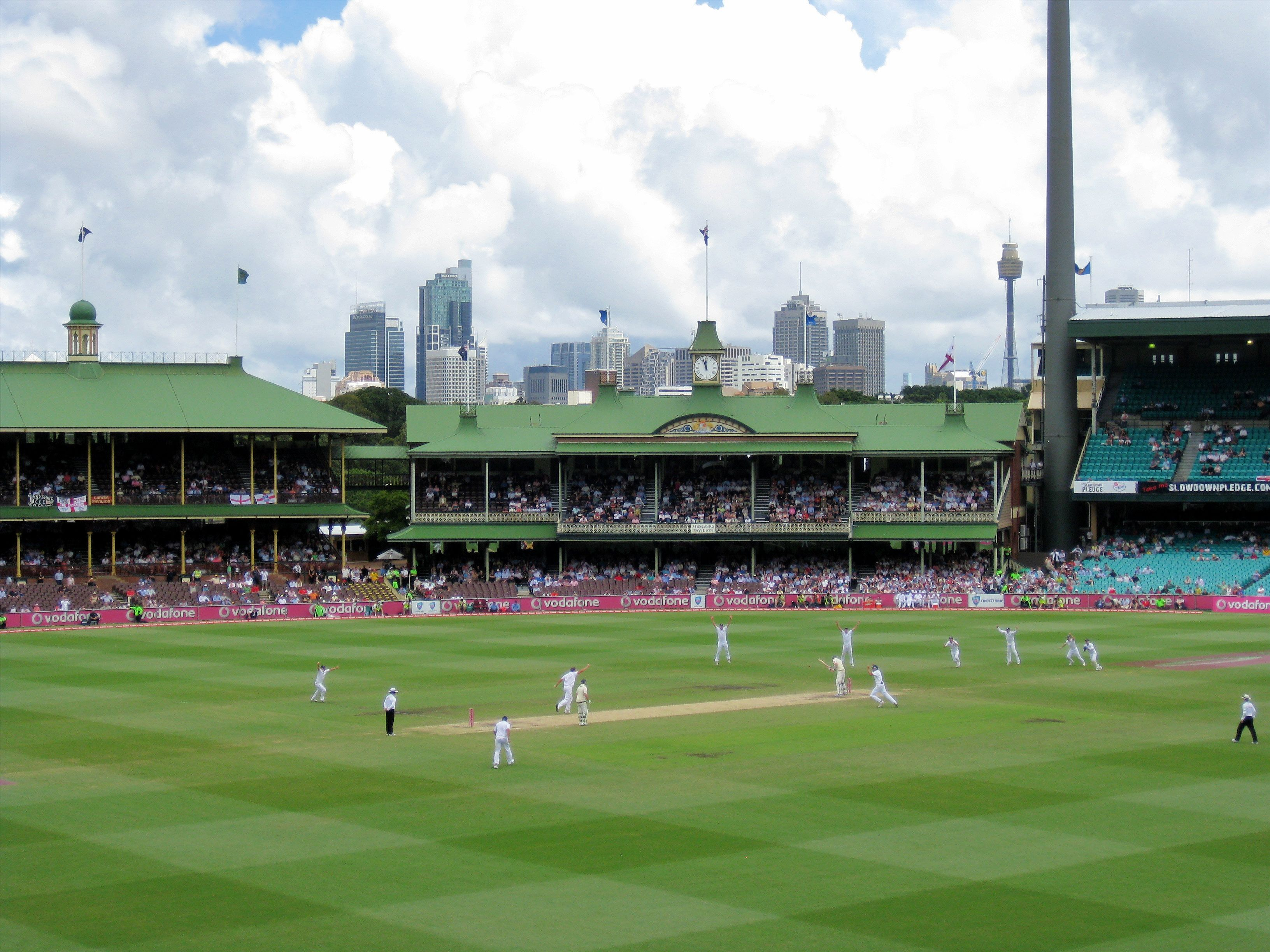
クリケット・ワールドカップの会場にもなったシドニー・クリケット・グラウンド

### 祭事・催事
シドニーでは、多くの異色な祭典や、オーストラリア最大の社会・文化的なイベントが催される。例えば、毎年1月に開催される国内最大の芸術祭であるシドニー・フェスティバルや1973年以来続く現代アートの祭典であるビエンナーレ・オブ・シドニー、ロックフェスティバルのビッグ・デイ・アウト、オックスフォード・ストリートのゲイ・アンド・レズビアン・マルディ・グラ、シドニー・フィルム・フェスティバルを始めとする多くの映画祭がある。
シドニー・オリンピック公園のシドニー・ロイヤル・イースター・ショウ、オペラハウスにて開催のオーストラリアンアイドル決勝戦、毎年4、5月に開催されるオーストラリアン・ファッション・ウィークがある。
また、大晦日やオーストラリアの日の祝典は国内最大である。

### スポーツ
シドニーにおいて、文化における重要性が高いのがスポーツである。
シドニーを本拠地とするプロチームとして、バスケットボール、ネットボール、ラグビー及びクリケットのチームが存在し、各界においてシドニーは「シドニー・スピリット」と表現される。この他、オーストラリアの国技であるオージーフットボールやサッカーのプロチームもシドニーに所在する。
スポーツイベント
ナショナルラグビーリーグを始めとする大規模なスポーツイベントは、2000年シドニーオリンピックのメインスタジアムであったスタジアム・オーストラリアで通常開催される。他にも、ヨットレースのシドニー・トゥ・ホバート・ヨット・レース、競馬のゴールデン・スリッパー・ステイクス、マラソンのシティ・トゥ・サーフといったイベントもシドニーで開催される。プロテニスシドニー国際も開催される。クリケットの国際試合を多数開催し、オーストラリアン・フットボールのシドニースワンズの本拠地でもあるシドニークリケットグラウンドは、長らくシドニー最大の競技場であった。しかし、2000年シドニーオリンピックのメイン会場としてシドニー・オリンピック公園に建築された、当時国内最大のスタジアム・オーストラリアにその座を取って代わられた。

#### ラグビーユニオン（15人制）
イングランド伝来のラグビーは最も人気の高いスポーツである。オーストラリア及びニュージーランドの国際リーグ戦であるスーパーラグビーには、シドニーからワラターズが参戦している。また、シドニー近郊のチームが参加するシュートシールドは、オーストラリアの各地域に存在する国内リーグの中で最もレベルが高い。シドニー・ユニヴァーシティFCは同国最古の"フットボール"クラブである。
- ワラターズ（スーパーラグビー） - シドニー・フットボール・スタジアム
- シドニー・ユニヴァーシティFC（シュートシールド） - シティ・オブ・シドニー
- ランドウィック・ラグビー（シュートシールド） - シティ・オブ・ランドウィック
- ノーザンサバーブスRFC（シュートシールド） - ノースシドニー

#### ラグビーリーグ（13人制）
13人制ラグビーも人気のスポーツである。オーストラリア及びニュージーランドのチームが参加するナショナルラグビーリーグは、16チームのうち9チームがシドニーを本拠地とする。
- シドニー・ルースターズ（NRL）- シドニー・フットボール・スタジアム・シドニー・クリケット・グラウンド
- サウス・シドニー・ラビトーズ（NRL）- ウェスタン・シドニー・スタジアム
- パラマタ・イールズ（NRL）- ウェスタン・シドニー・スタジアム

#### クリケット
クリケットも非常に人気の高いスポーツである。伝統的な形式である投球数無制限の2イニング制を採用しているファーストクラス・クリケットや、投球制限があり試合時間が3時間程度で終了するトゥエンティ20などがある。トゥエンティ20形式のプロリーグのビッグ・バッシュ・リーグ（BBL）にはシドニーの複数のクラブが所属している。なお、クリケット・ワールドカップは1992年大会と2015年大会がオーストラリアで開催され、シドニー・クリケット・グラウンドが会場の一つとなった。
- ニューサウスウェールズ・ブルース - シドニー・クリケット・グラウンド
- シドニー・シクサーズ（英語版）（BBL） - シドニー・クリケット・グラウンド
- シドニー・サンダー（英語版）（BBL） - シドニー・ショーグラウンド・スタジアム（英語版）

#### バスケットボール
- シドニー・キングス（NBL）- シドニー・スーパードーム（クードス・バンク・アリーナ）

#### ベースボール
- シドニー・ブルーソックス（ABL）- ブラックタウン・ベースボールスタジアム（ブラックタウン）

#### ネットボール
- ニューサウスウェールズ・スウィフツ - シドニー・スーパードーム

#### オージーフットボール
- シドニー・スワンズ（AFL）- スタジアム・オーストラリア・シドニー・クリケット・グラウンド

#### サッカー
- シドニーFC（Aリーグ）- シドニー・フットボール・スタジアム
- ウェスタン・シドニー・ワンダラーズFC（Aリーグ）- ウェスタン・シドニー・スタジアム
- マッカーサーFC（Aリーグ）- キャンベルタウン
- シドニー・タイガース - ライカート